# Музей космонавтики імені Сергія Павловича Корольова
Національний музей космонавтики імені Сергія Павловича Корольова — музей космонавтики в Україні, у м. Житомир на батьківщині українського радянського вченого у галузі ракетобудування та космонавтики — Сергія Павловича Корольова.

## Історія
У 1970 році відкрито меморіальний будинок-музей академіка Сергія Павловича Корольова.
1987 — Музей космонавтики імені Сергія Павловича Корольова.
У 1987 році завершено будівництво спеціальної будівлі для експозиції «космос», яка була відкрита 1 червня 1991 року.
У центрі експозиції, в басейні з водою, що символізує життя, розміщена Біблія — символ мудрості.
В експозиції представлена унікальна колекція зразків космічної техніки, обладнання, спорядження космонавтів, а також документи, фотографії, сувеніри з космічної тематики. Окремий тематичний комплекс складають музейні предмети, які стосуються розвитку космонавтики в Україні.
У 1987 році заклад став самостійним музеєм і одержав назву «Житомирський музей космонавтики ім. С. П. Корольова».
Наприкінці вересня 2021 року департамент регіонального розвитку Житомирської ОДА оголосив тендер на розроблення проєктної документації «Ремонтно-реставраційні роботи будинку Національного музею космонавтики імені Сергія Павловича Корольова». Очікувана вартість якого складає 48,6 тис. грн.

## Надання статусу національного
8 серпня 2020 року музею надано статус національного.

## Склад музею
- меморіальний будинок-музей Сергія Павловича Корольова.
- експозиція «Космос» (в окремій будівлі).
- сховище фондів та планетарій (плануються).

## Наповнення
Багато матеріалів, документів, особистих речей передали в дарунок музею його мати — Марія Баланіна, дочка — Наталія Корольова, дружина — Ніна Корольова, його друзі, колеги й ін.

### Корольов
Сергі́й Па́влович Корольо́в  (родове прізвище Королів; 30 грудня 1906 (12 січня 1907), Житомир, Волинська губернія, колишня Російська імперія — 14 січня 1966, Москва, Російська РФСР) — радянський вчений у галузі ракетобудування та космонавтики, конструктор. Вважається основоположником практичної космонавтики.
27 червня 1938 року Корольова було заарештовано. 27 вересня — закрите судове засідання. Вирок — десять років виправно-трудових таборів із позбавленням прав на п'ять років та конфіскацією майна. Місце покарання — Колима.
За полегшення його долі боролась сім'я, клопотали відомі всій державі льотчики Гризодубова, Громов, авіаконструктор Туполєв. Останній перебував за тюремними ґратами у стінах ЦКБ-29, створеного Народним комісаріатом внутрішніх справ. Разом із Туполєвим у Москві на вулиці Радіо, в переобладнаному під в'язницю будинку ЦАГІ, працювали конструктори та інженери Петляков, Мясищев, Бартіні.
27 липня 1944 року Президія Верховної Ради СРСР ухвалює рішення про дострокове звільнення Корольова з-під арешту і знімає з нього судимість. 15 серпня він одержує паспорт. Але Друга світова війна триває, і вчорашнім «зекам» не можна просто роз'їхатись додому. Сергій Павлович продовжує працювати в КБ, одночасно атакуючи Наркомат авіаційної промисловості листами про необхідність розроблення й будівництва твердопаливних балістичних і крилатих ракет далекого радіусу дії.
У вересні 1945 року Корольова відряджають до Німеччини у складі комісії з вивчення німецької трофейної техніки, насамперед ракетної. Комісія встановлює, що ракетні полігони розбомблено, всю документацію (десятки вагонів), обладнання, конструкторів та інженерів на чолі з Вернером фон Брауном вивезено до США. Це дало серйозний поштовх для розвитку американської ракетної техніки. Саме під керівництвом В. фон Брауна у Сполучених Штатах було створено ракети «Редстоун», «Юпітер», ракети-носії типу «Сатурн» та ін.
У 1946 році Корольова призначають головним конструктором балістичних ракет і начальником відділу НДІ-88. Під його керівництвом послідовно створюються перші у Радянському Союзі балістичні ракети: Р-1 — копія німецької А-4/Фау-2, створена на її основі значно вдосконалена Р-2, оперативно-тактична Р-11 та її перша в СРСР модифікація для підводних човнів Р-11ФМ, ракета середньої дальності Р-5, модифікація якої Р-5М стала першою у світі ракетою-носієм ядерного боєзаряду. Майже усі перелічені ракети мали також свої геофізичні модифікації і активно використовувались для наукових досліджень верхніх шарів атмосфери.
Від серпня 1956 року — керівник і головний конструктор найбільшого в державі ракетного центру — ОКБ-1, йому підпорядковується діяльність багатьох НДІ та КБ.

## Експозиції
Поряд з будівлею експозиції «Космос» встановлені ракети: геодезичний варіант ракети Р-5 (8A62) (перший радянський носій ядерного заряду, остання модернізація ракети А4 — Фау-2), головний конструктор Козлов Дмитро Ілліч та ракета Р-12 (8K63) (перша розроблена в Дніпрі) з двигуном на висококиплячих компонентах.

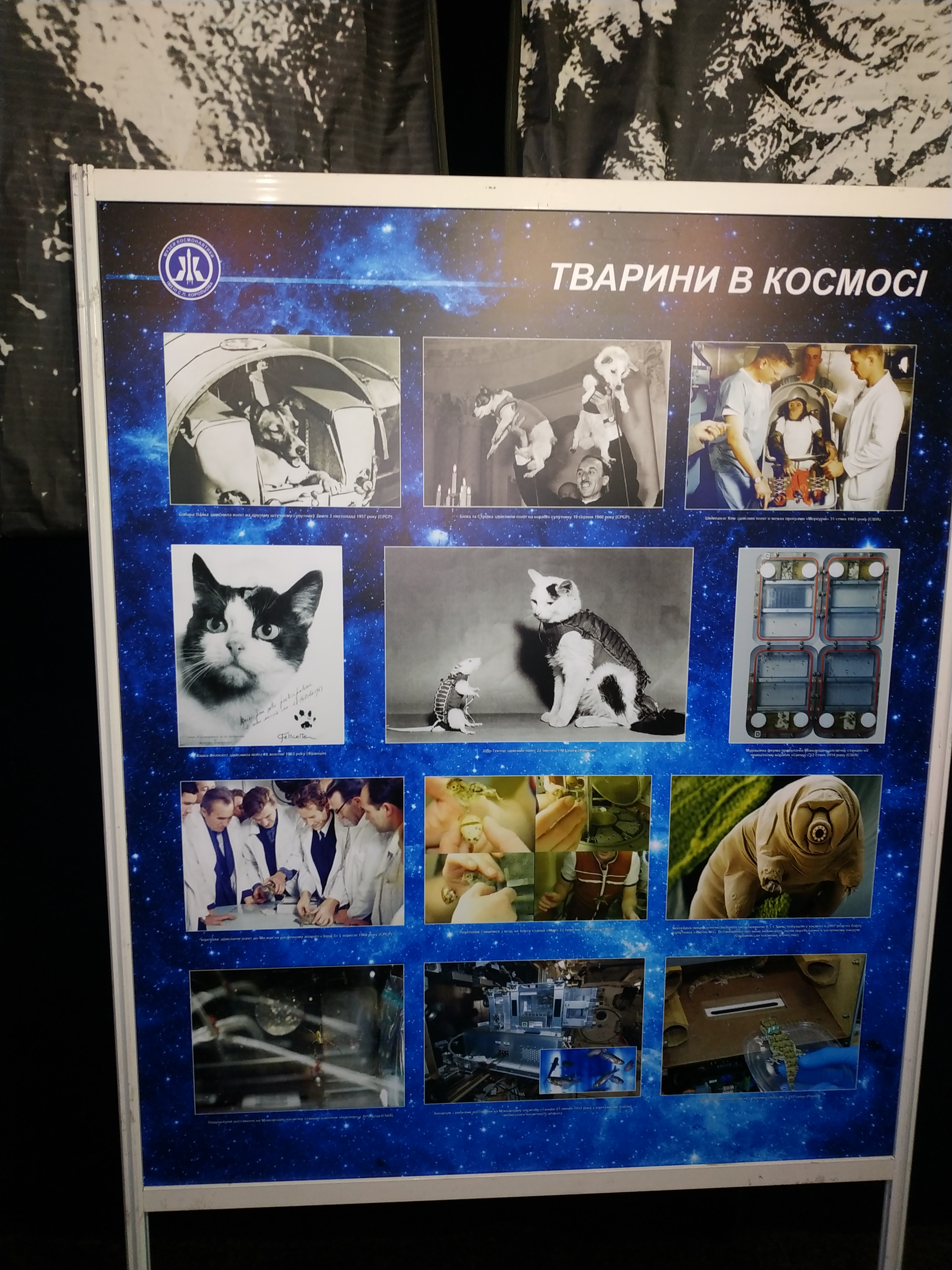
Експозиція «Тварини в космосі»

Тварини відправлялися у космічний простір на космічних кораблях різного типу з науково-досліджувальною метою. До виходу людини у космічний простір 1961 року польоти тварин мали перевірити, чи можуть майбутні космонавти вижити після польоту, і якщо так, то як політ може вплинути на їхнє здоров'я.

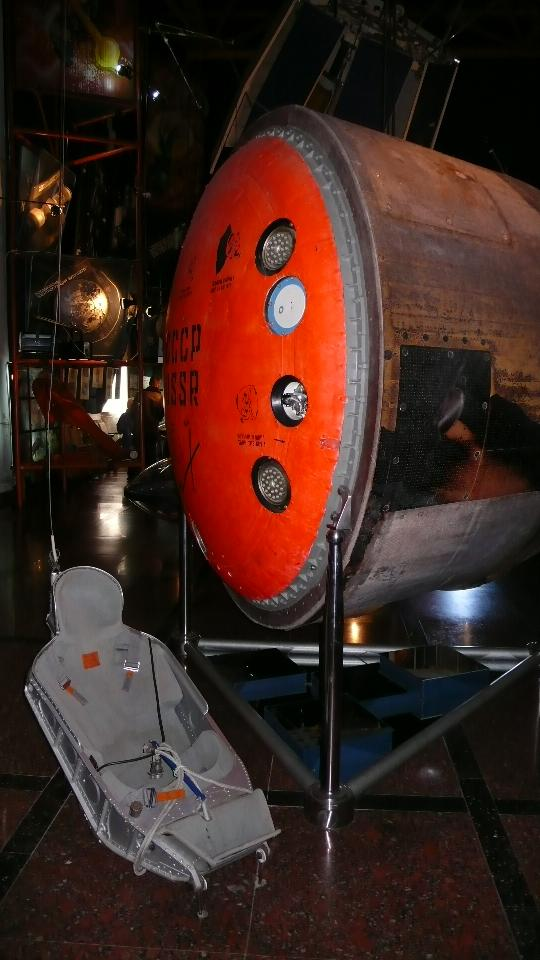
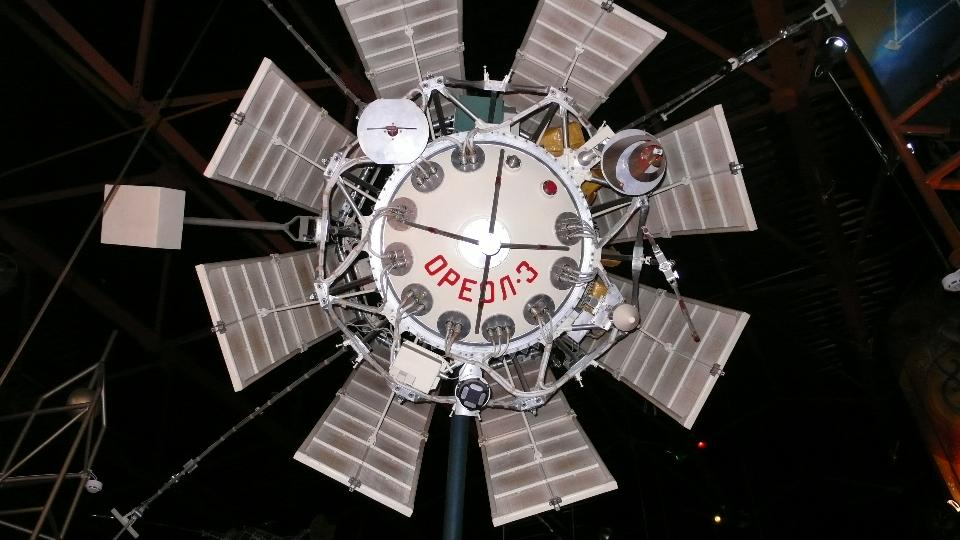
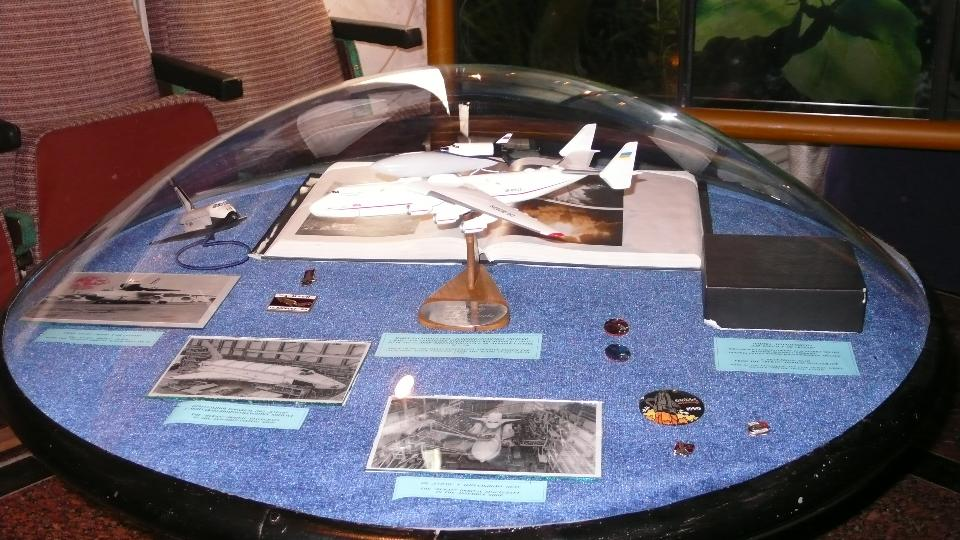
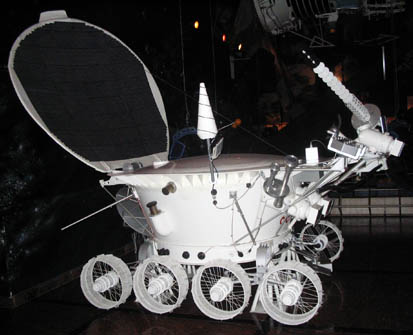

### ВивченняМісяця

#### Автоматичними станціями

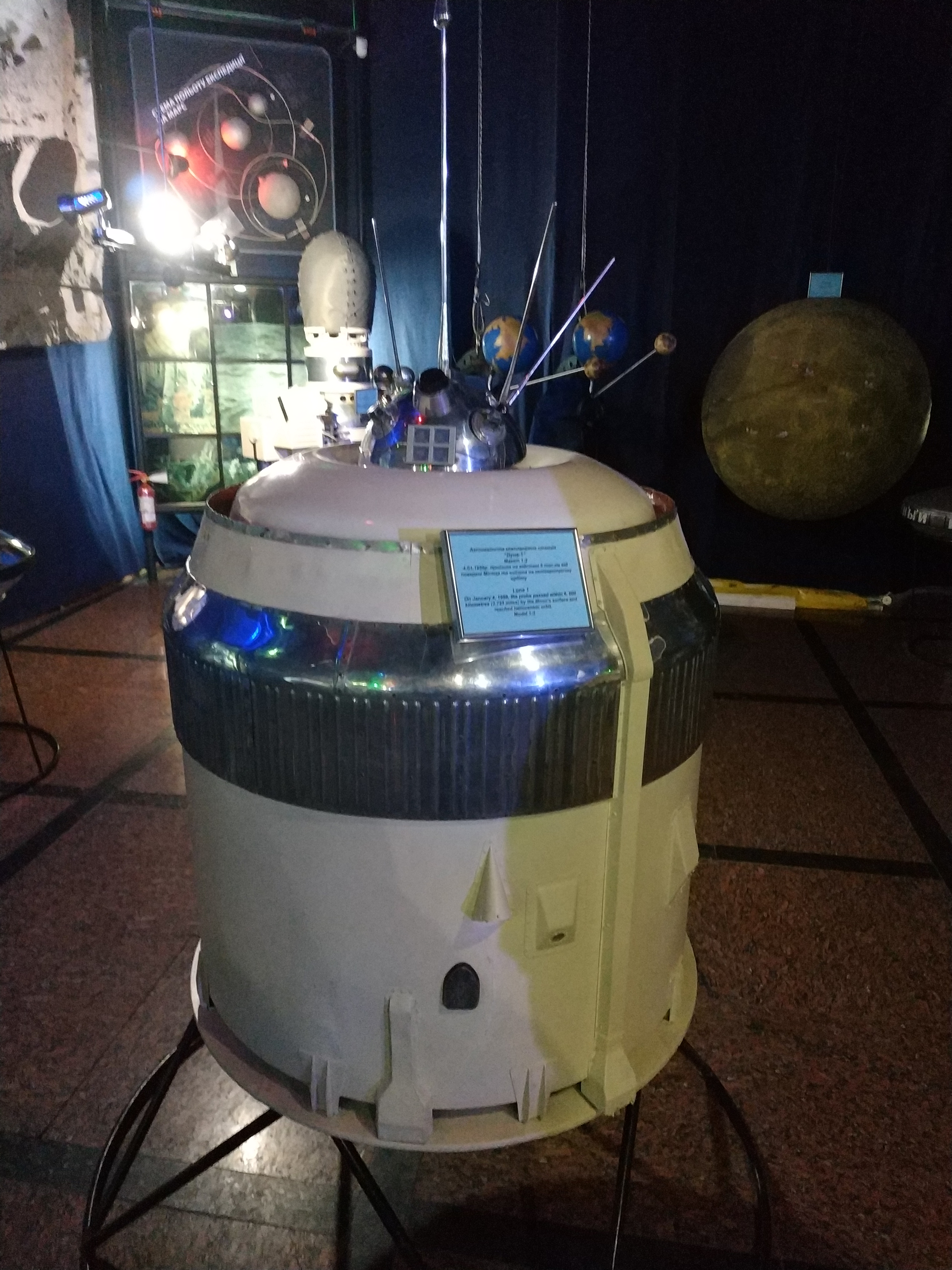
«Луна-1» (Є-1 № 4) — перший апарат, що пройшов повз Місяць на відстані 6000 км

«Луна-1» запущено на траєкторію зближення з Місяцем 2 січня 1959 ракетою-носієм «Луна» з космодрому Байконур.
3 січня 1959 року за 113 тисяч кілометрів від Землі «Луна-1» випустила хмару з 1 кг натрію і перетворилась у штучну комету — це дозволило спостерігати за її польотом з Землі в оптичні телескопи.
При подачі з Землі команди на вмикання двигуна третього ступеня не було враховано час проходження радіосигналу до апарата. 4 січня 1959 року в 02:59 UTC «Луна-1» пройшла повз Місяць за 5900 кілометрів від поверхні і вийшла на геліоцентричну орбіту, ставши першою штучною планетою.
5 січня 1959 року за 600 тисяч кілометрів від Землі розрядились батареї «Луни-1» і припинились передачі радіосигналів.

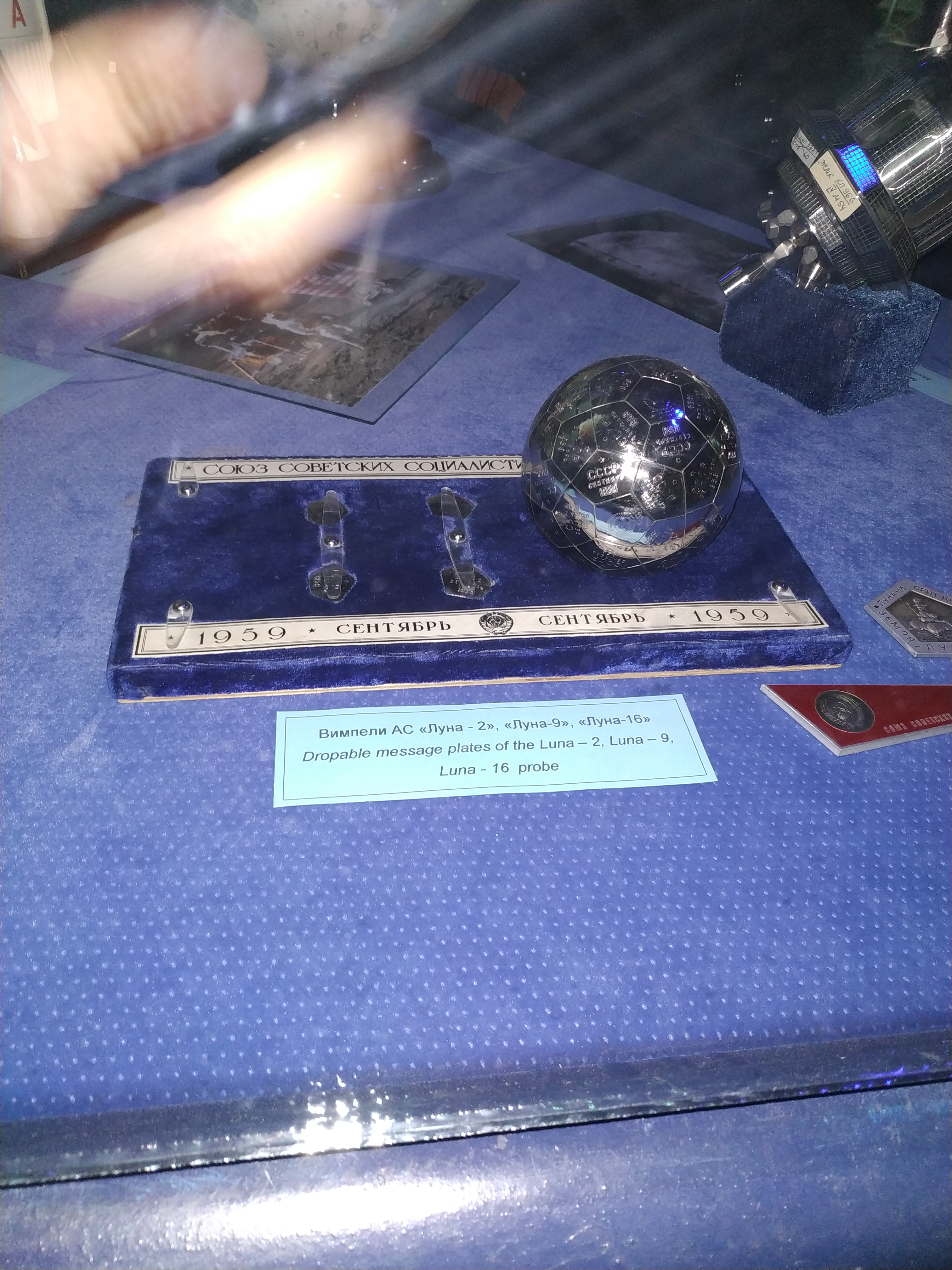
Копія вимпела, що доставив апарат «Луна-2 (Є-1 № 6) на Місяць
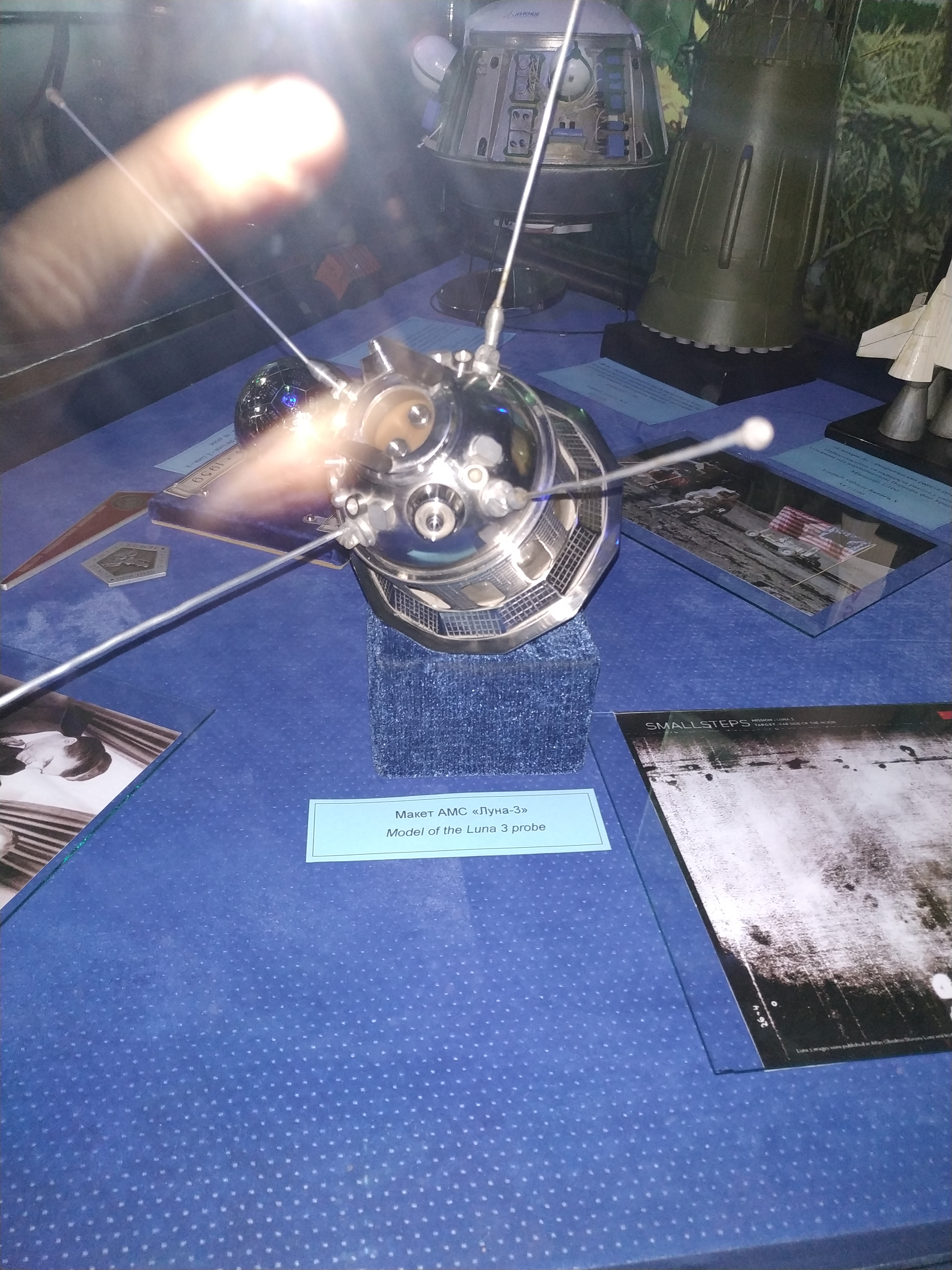
Макет «Луна-3» (Є-2А № 1) — перший апарат, що сфотографував зворотний бік Місяця
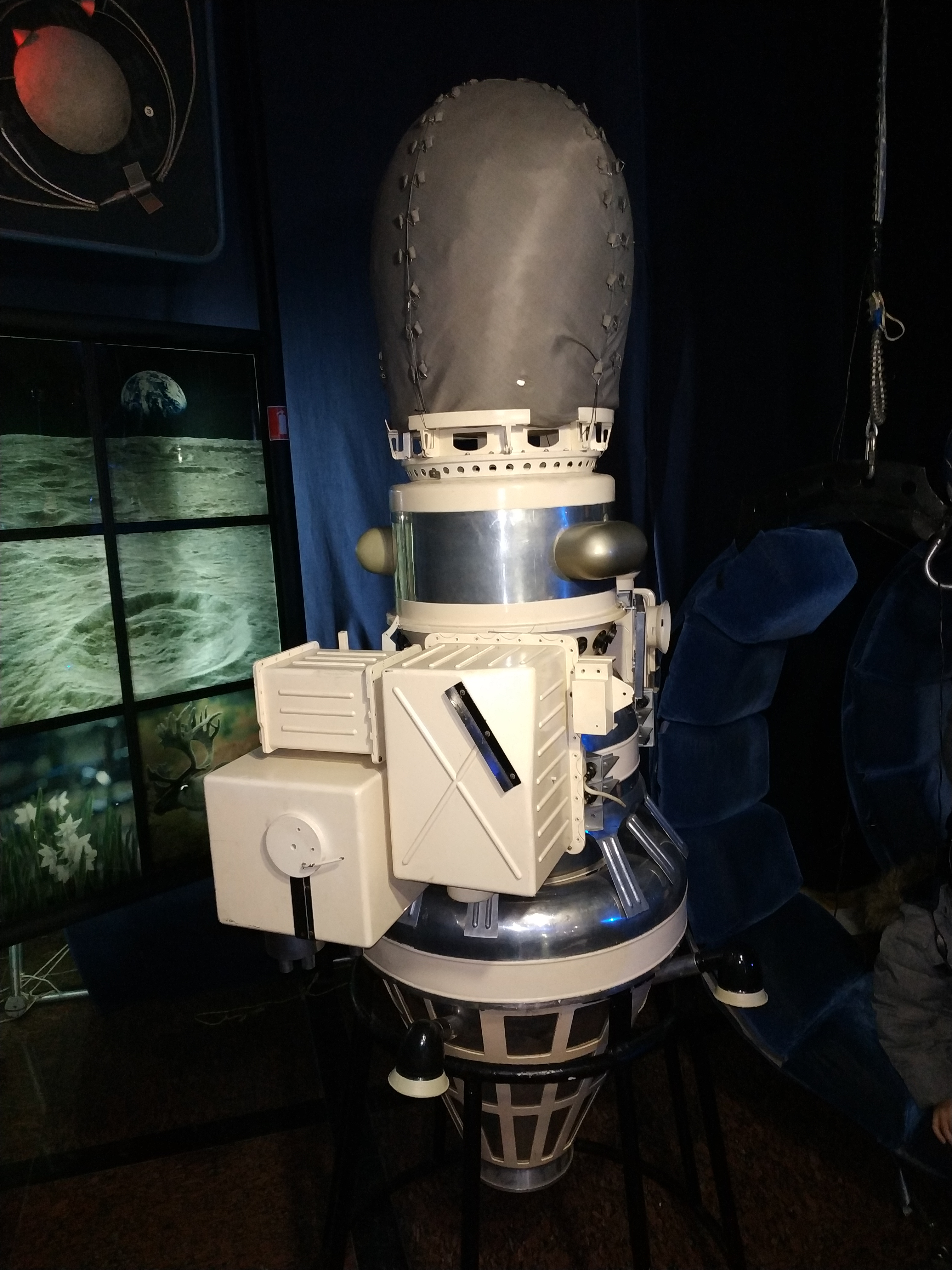
Макет «Луна-9» (Є-6 № 13) — перший апарат, що здійснив м'яку посадку на Місяць
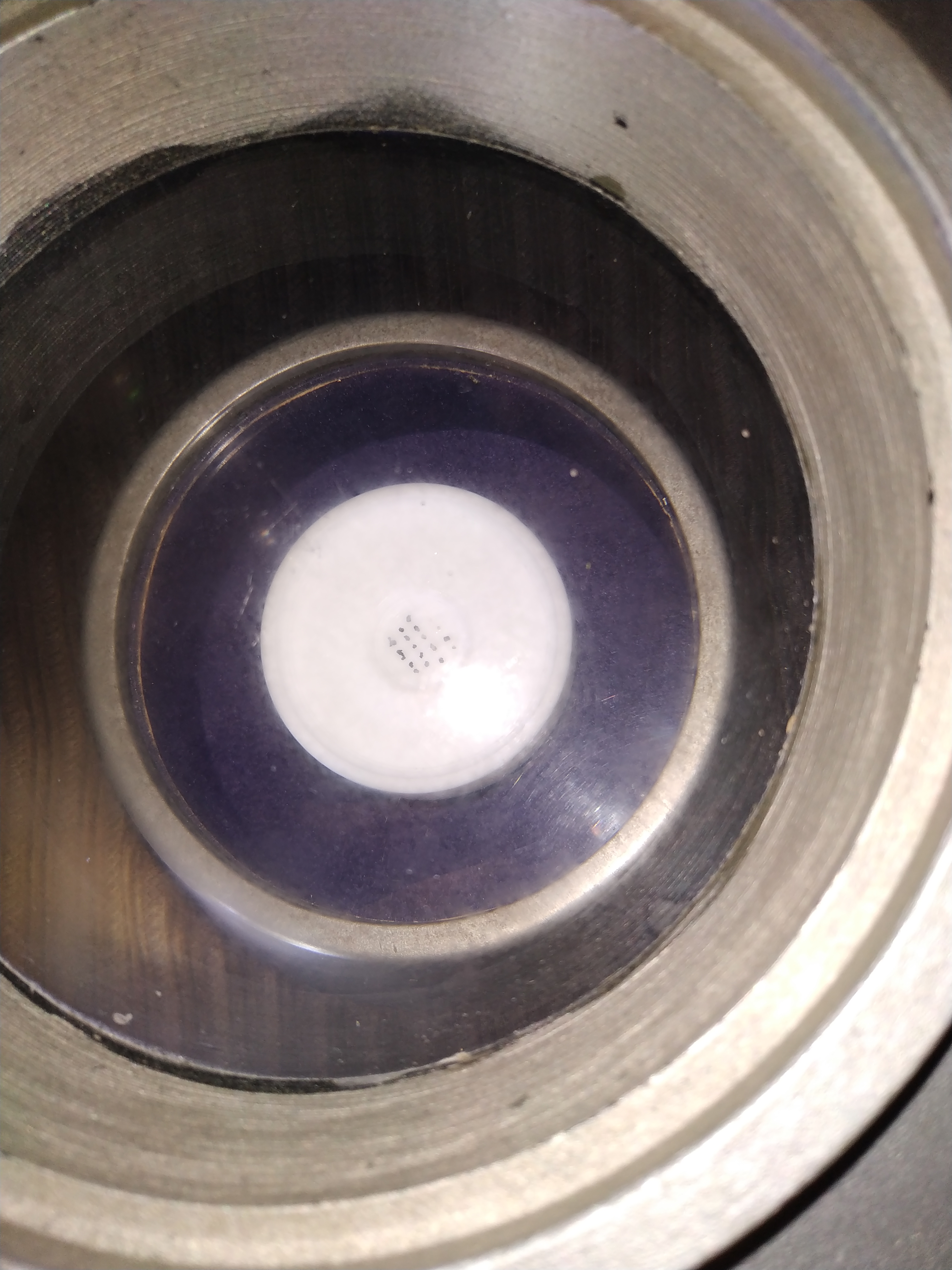
Зразки ґрунту Місяця

#### ПрограмаМісяцехід(Е8)

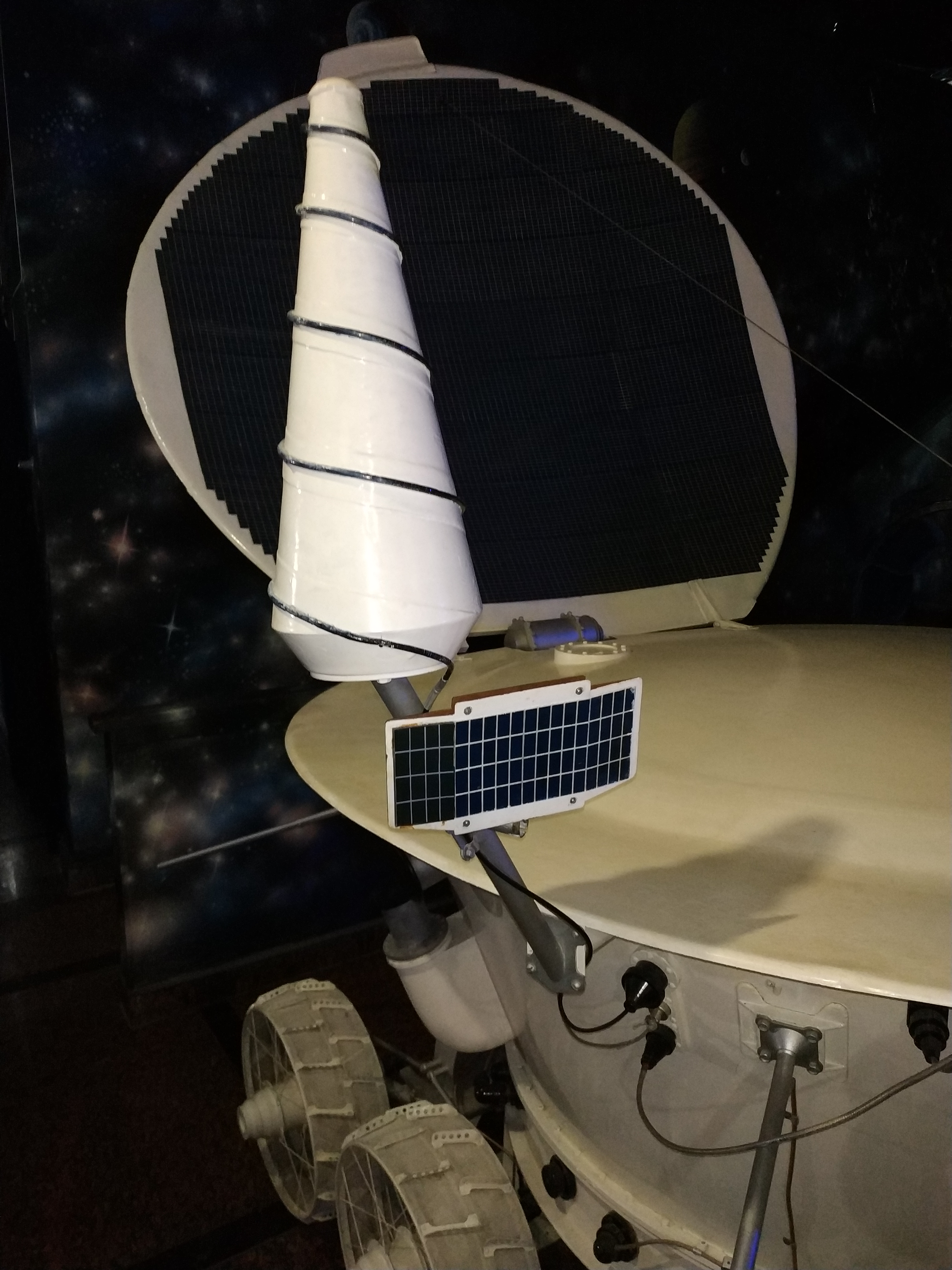
Малонаправлена дециметрова антена «Лунохода-2»
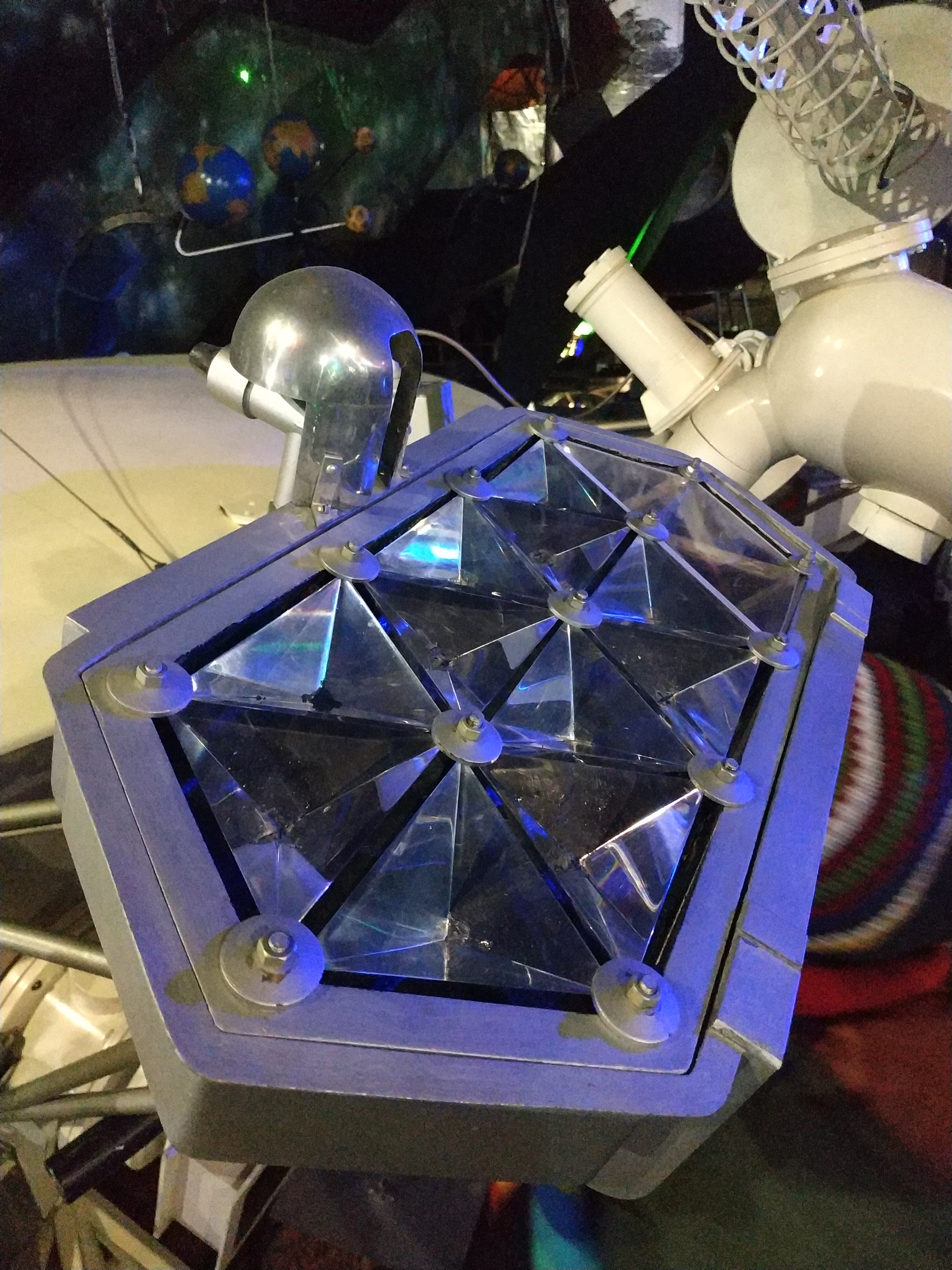
Рефлектор «Лунохода-2»
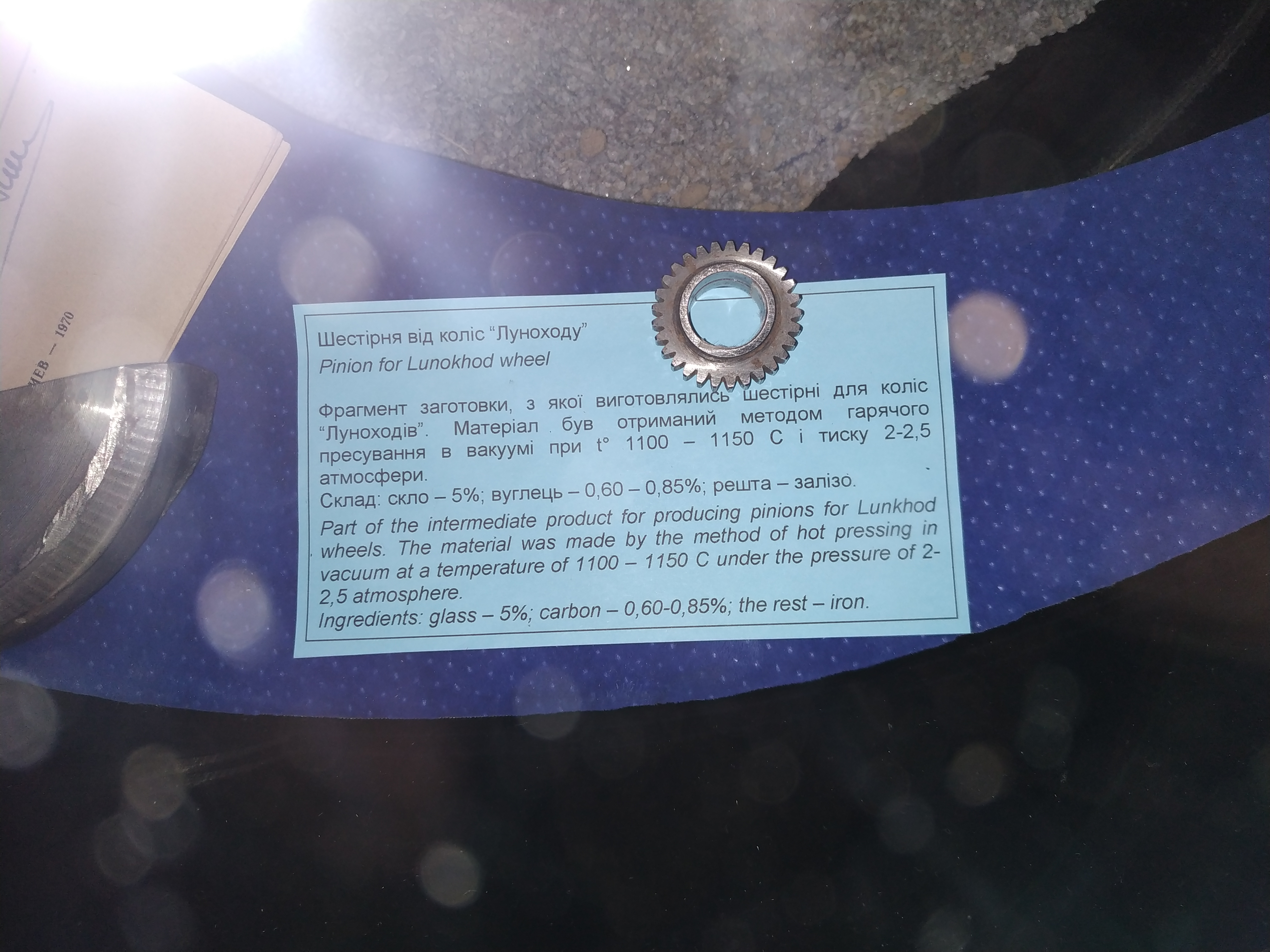
Шестерня Лунохода

### Програма Н1-Л3

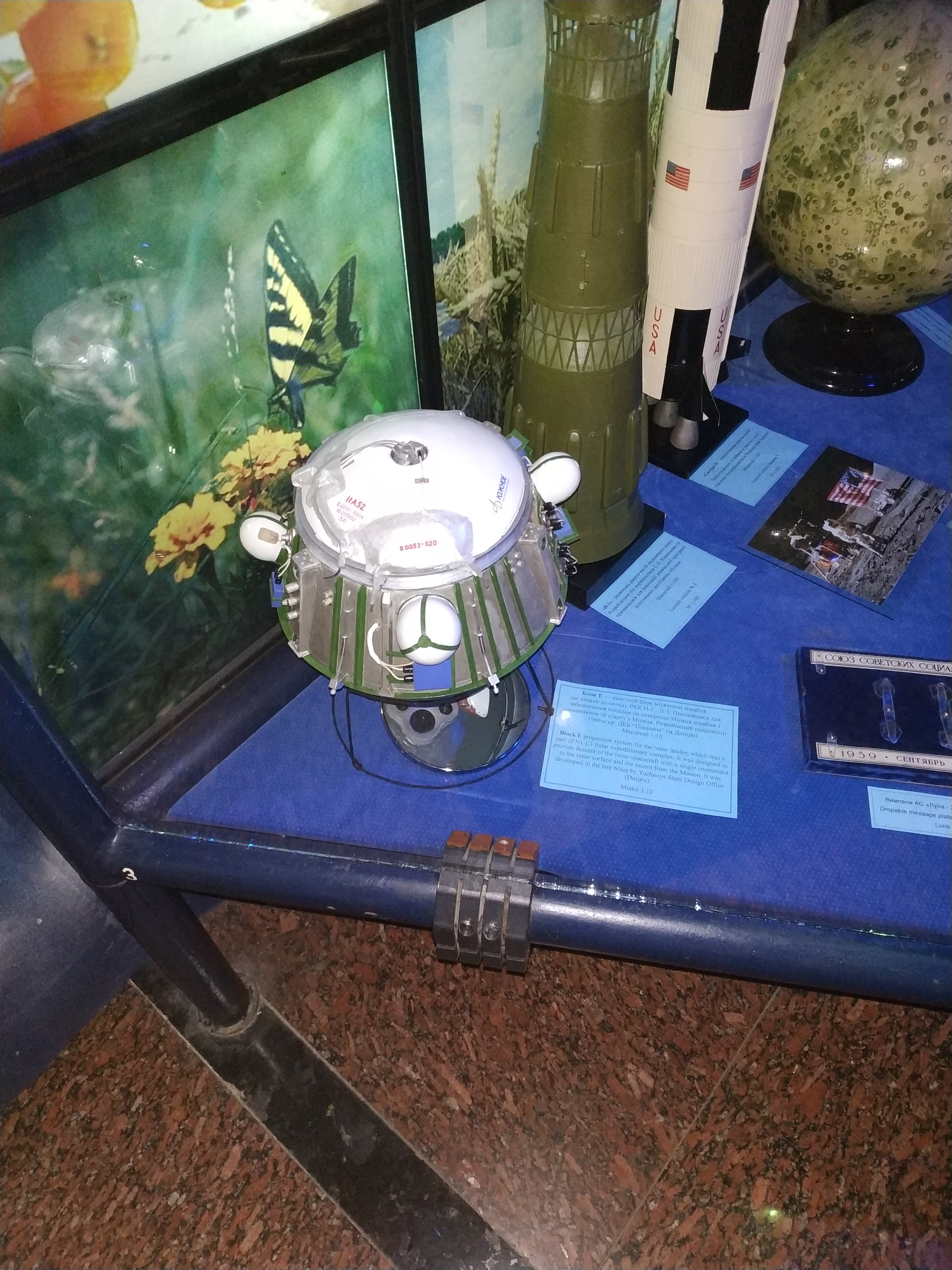
Спускний модуль Блок-Е, що розроблявся у Дніпрі в КБ Південне.
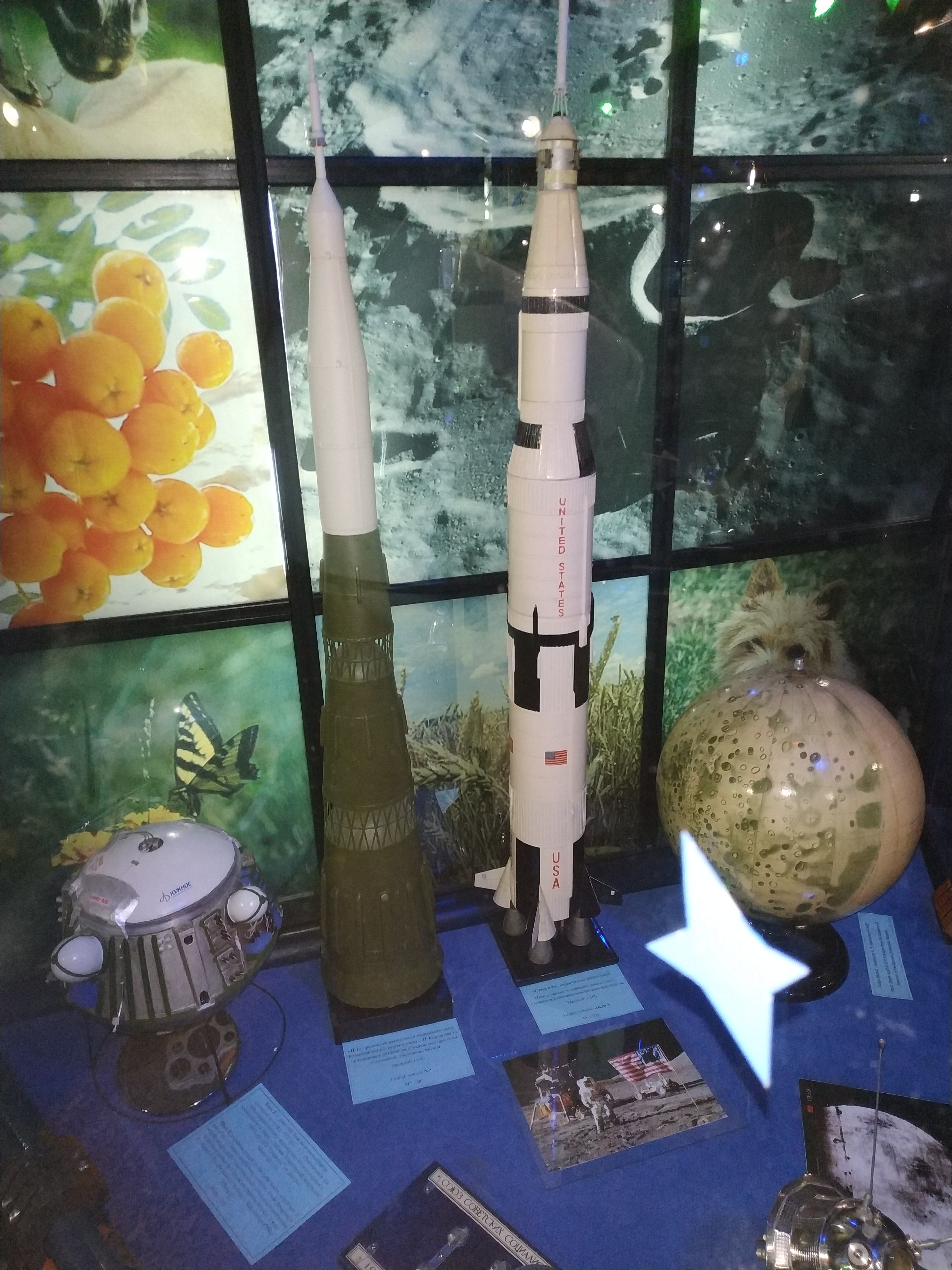
Макети ракет Н-1 і Сатурн V

#### Магнітофон «Малиш-Б»
Дротовий магнітофон «Малиш-Б» (головний конструктор Бабіч А.І) з автоматичним запуском та можливістю блокування управління. Розроблявся для місячної програми — скафандру «Кречет-94».
Магнітофон і його модифікації «Малиш-БМ» використовувалися згодом у польоті космонавта Берегового.

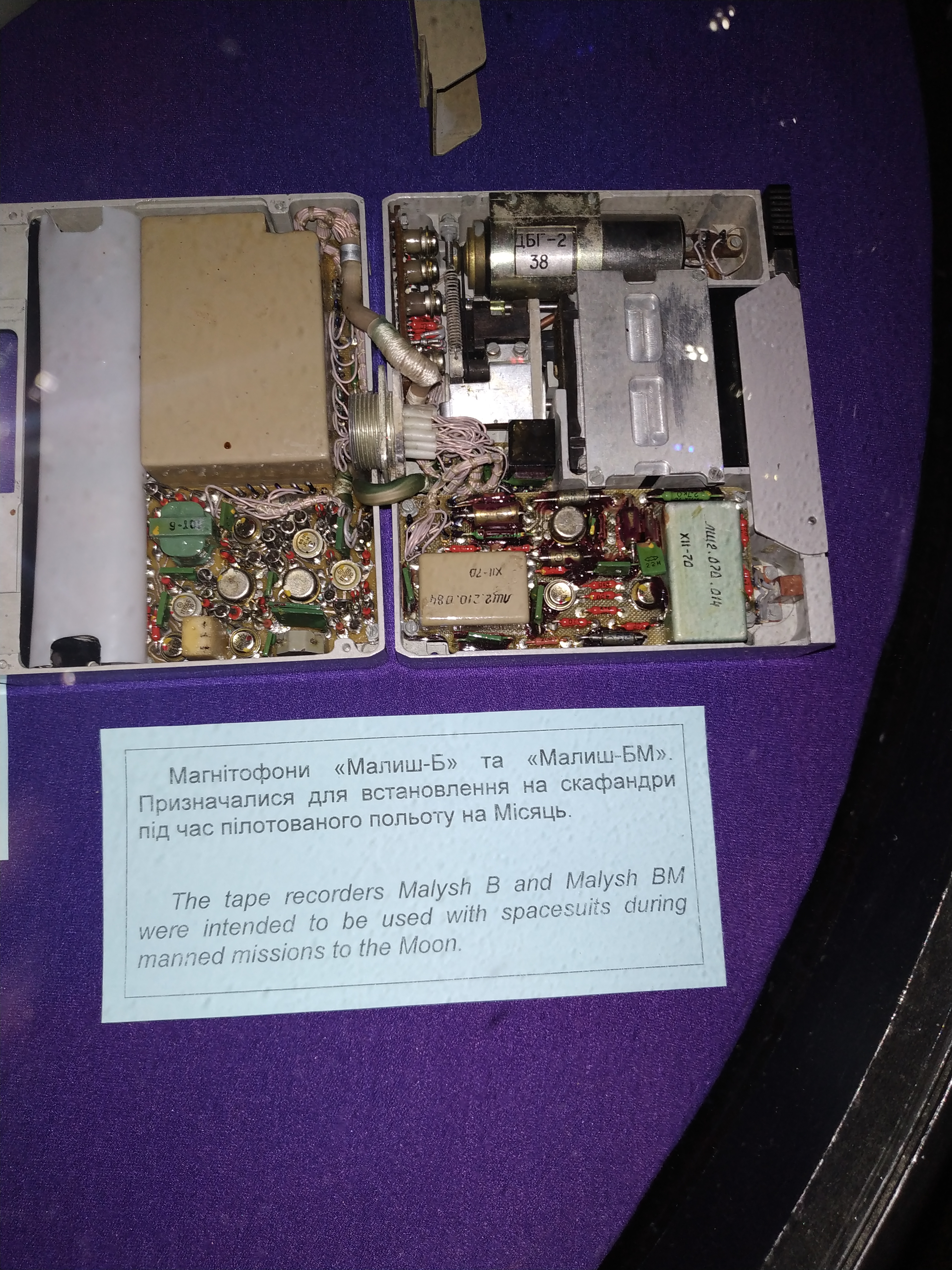
Магнітофон і його модифікації «Малиш-БМ»
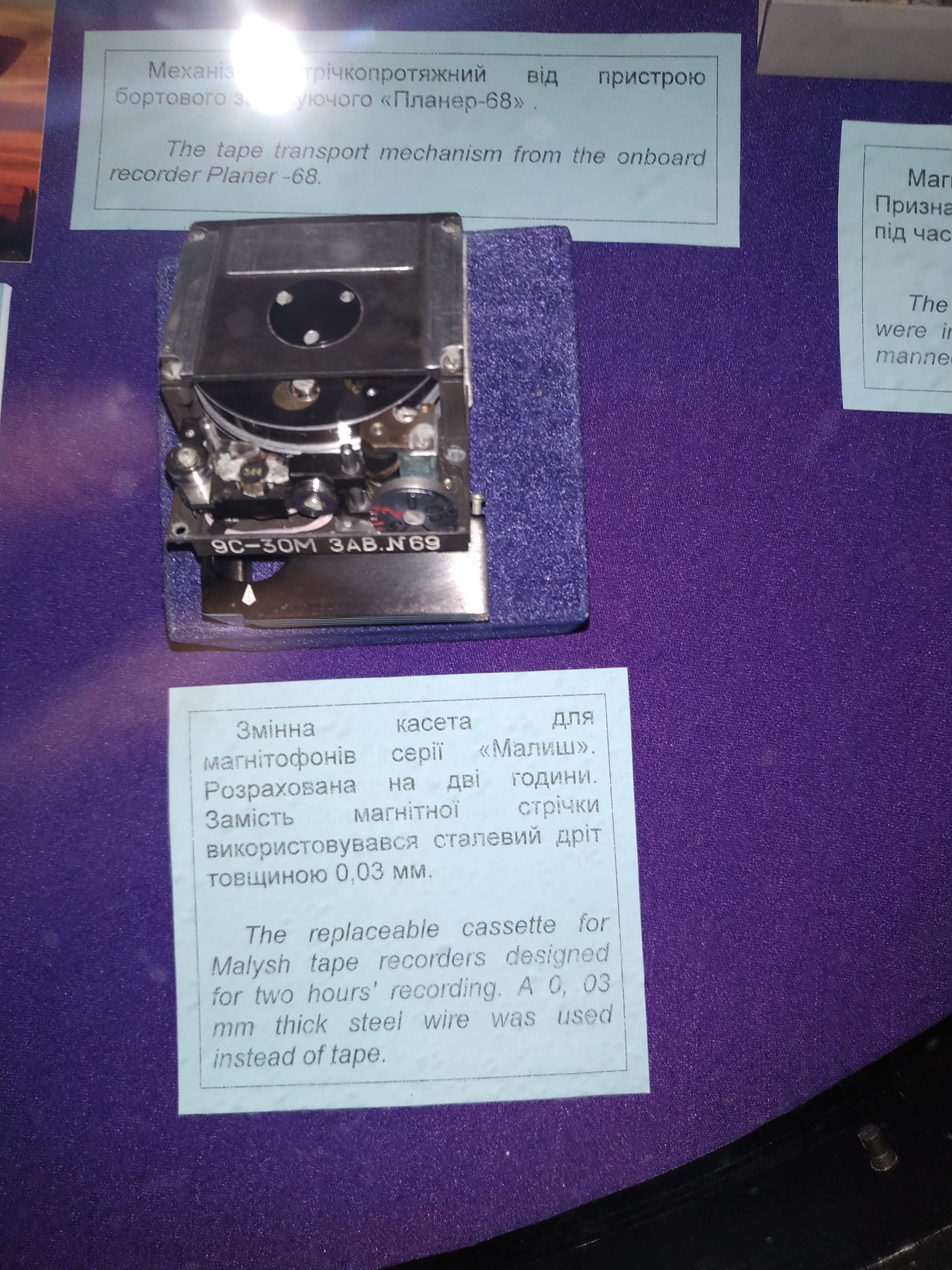
Касета до магнітофона
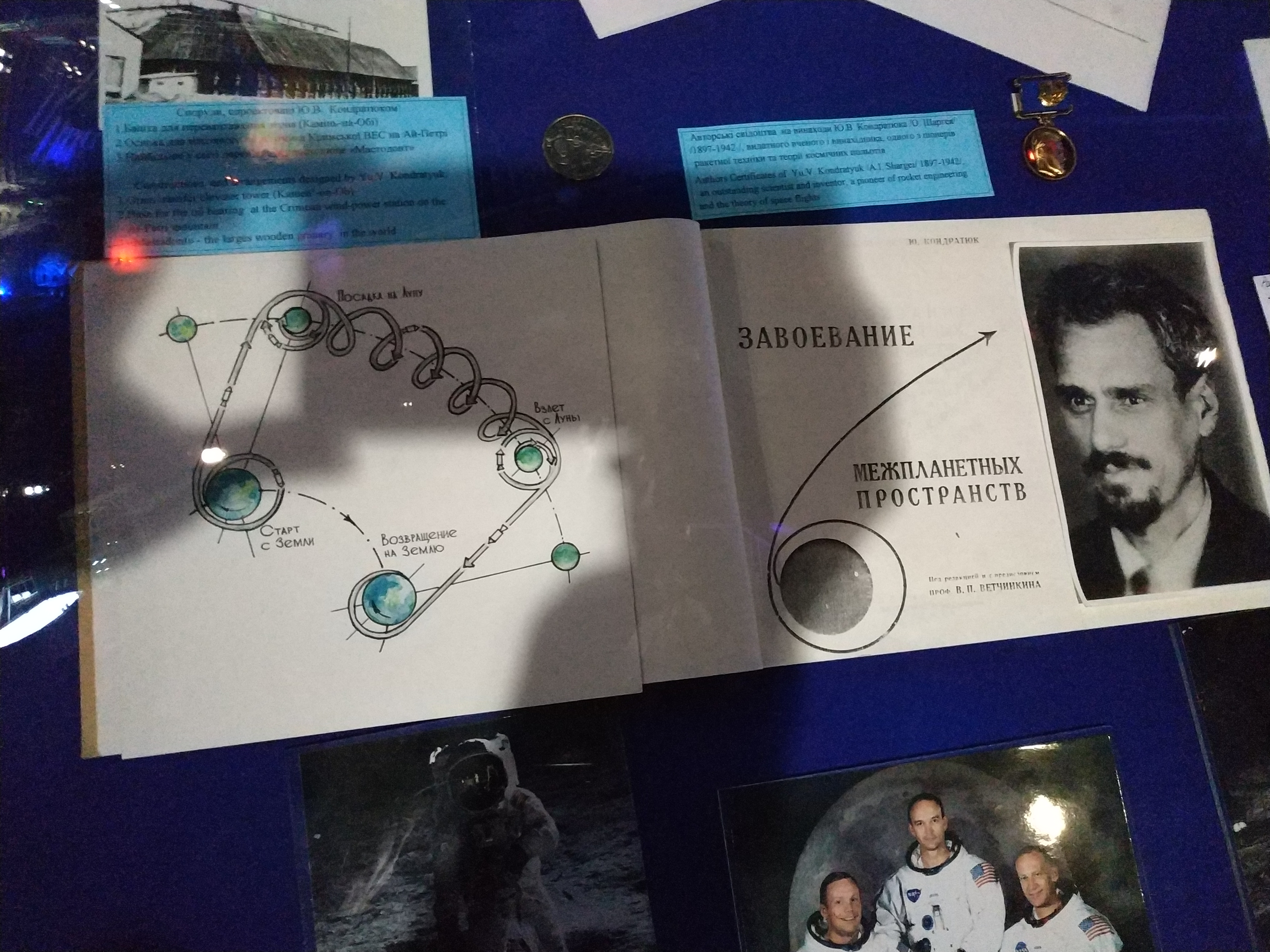
Схема польоту Кондратюка

### Вивчення Венери

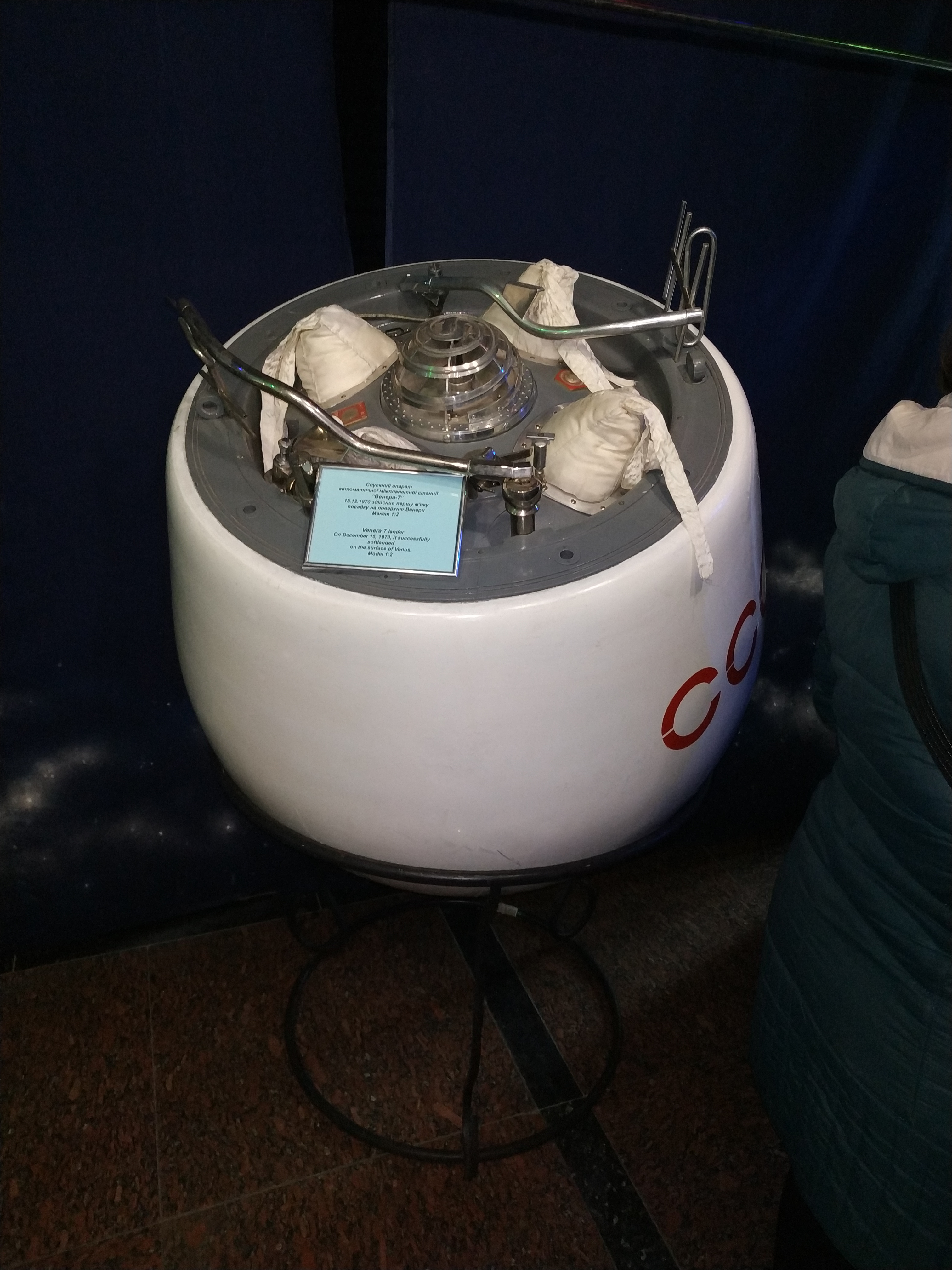
«Венера-7», перший дієвий космічний апарат, що сів на іншу планету 15.12.1970.
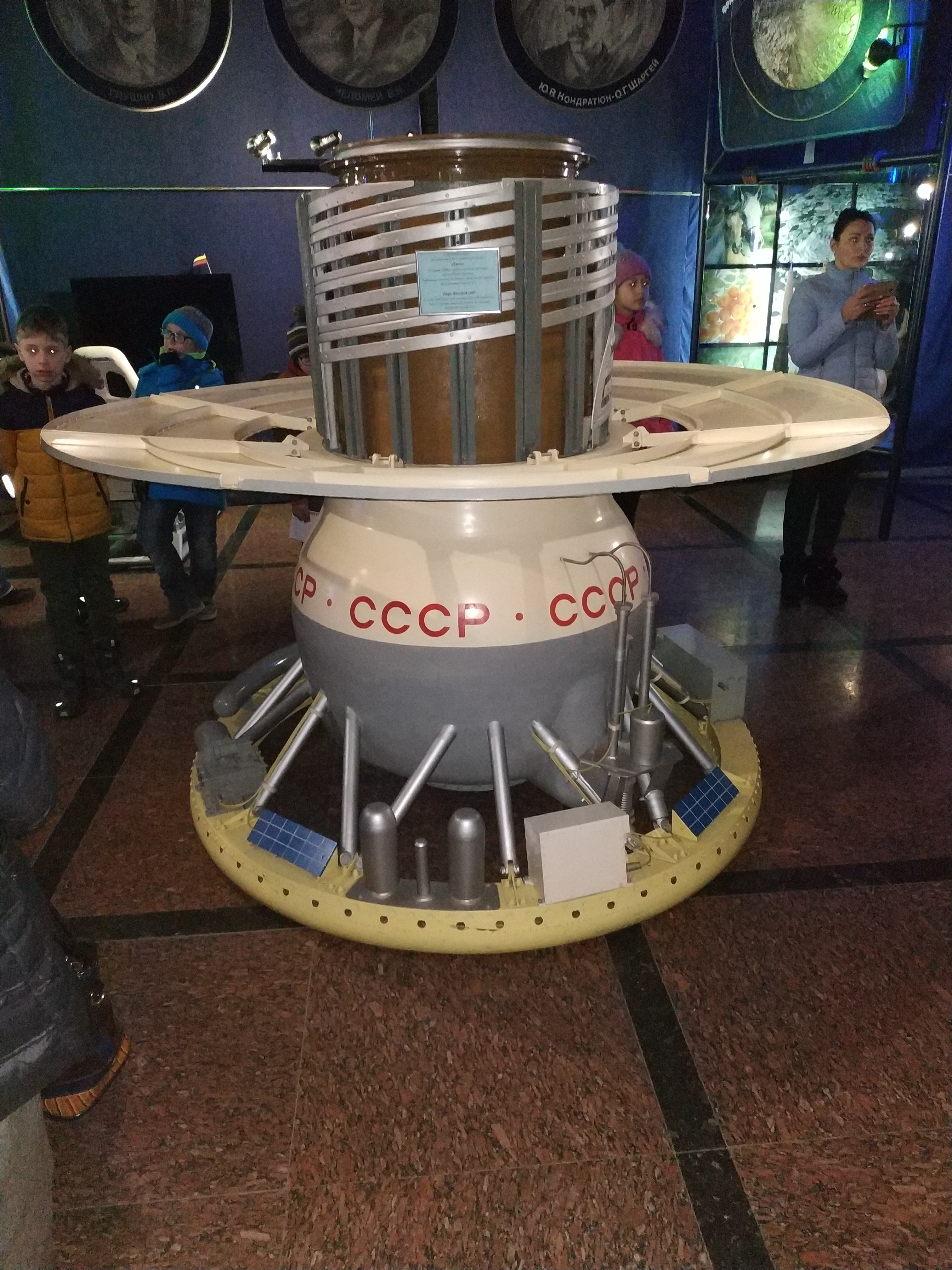
Спускний апарат програми «Вега» (ВЕнера та Галлея), який у 1985 році здійснив м'яку посадку на Венеру і передавав сигнал 56 хв. Також досліджували комету Галлея, на швидкості зближення 70 км/с.

### ВивченняМарса

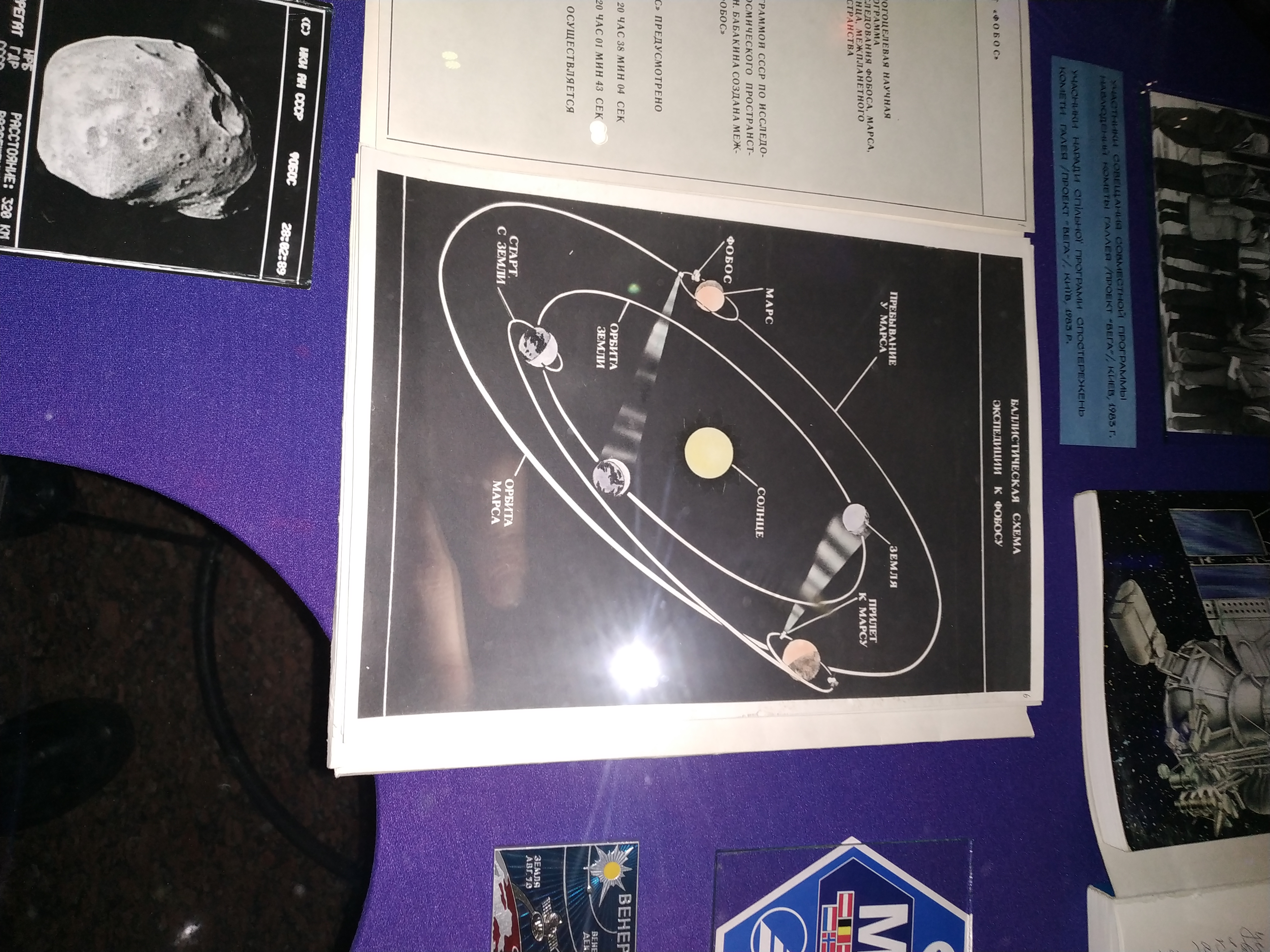
Траєкторія польоту до Фобоса 1988 року. Програма «Фобос»
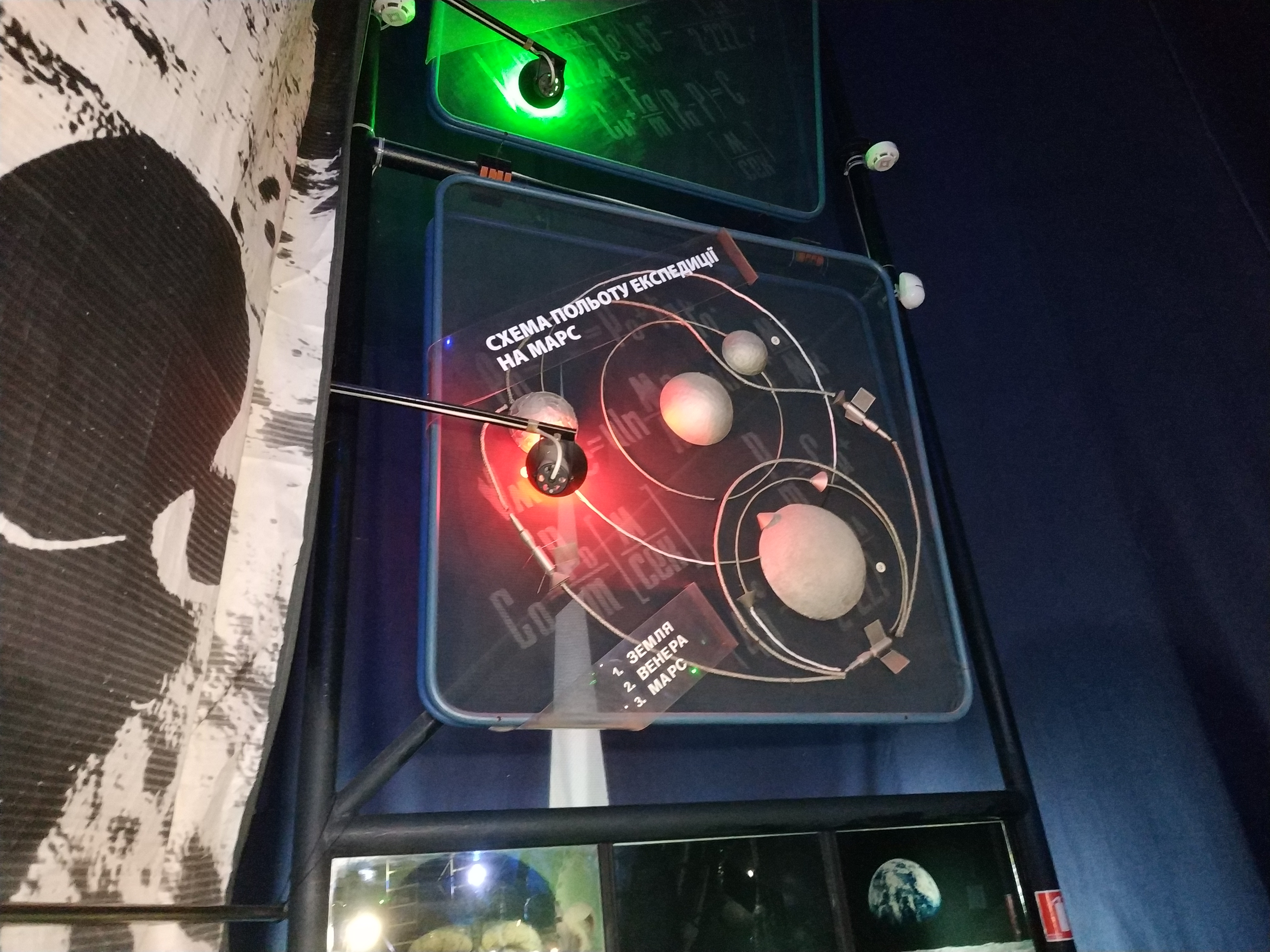
Траєкторія польоту на Марс

### Програма «Восток»

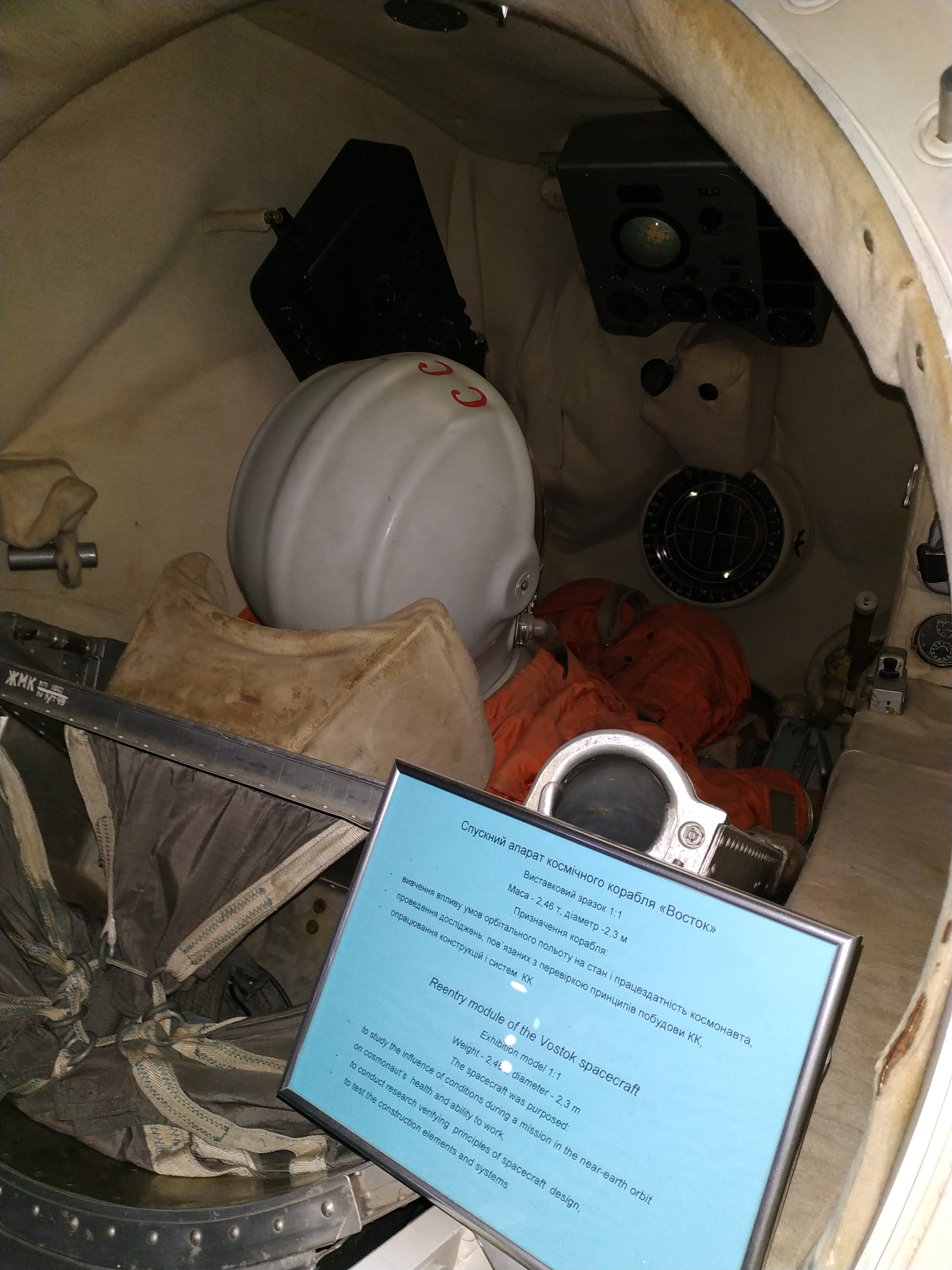
Макет спускного апарата «Восток-1»
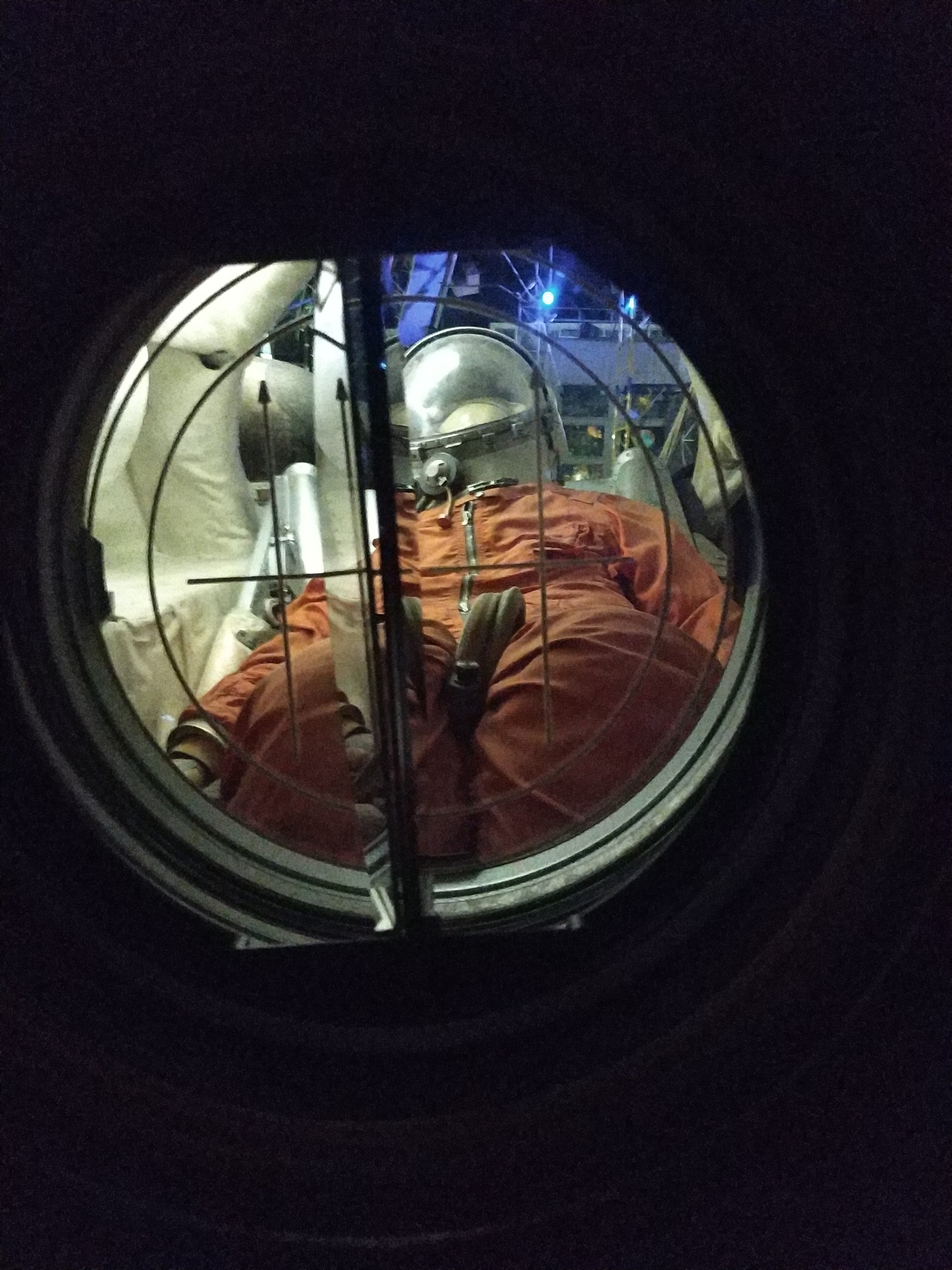
Вид на ілюмінатор з рівнем горизонталі

### Програма «Космос»

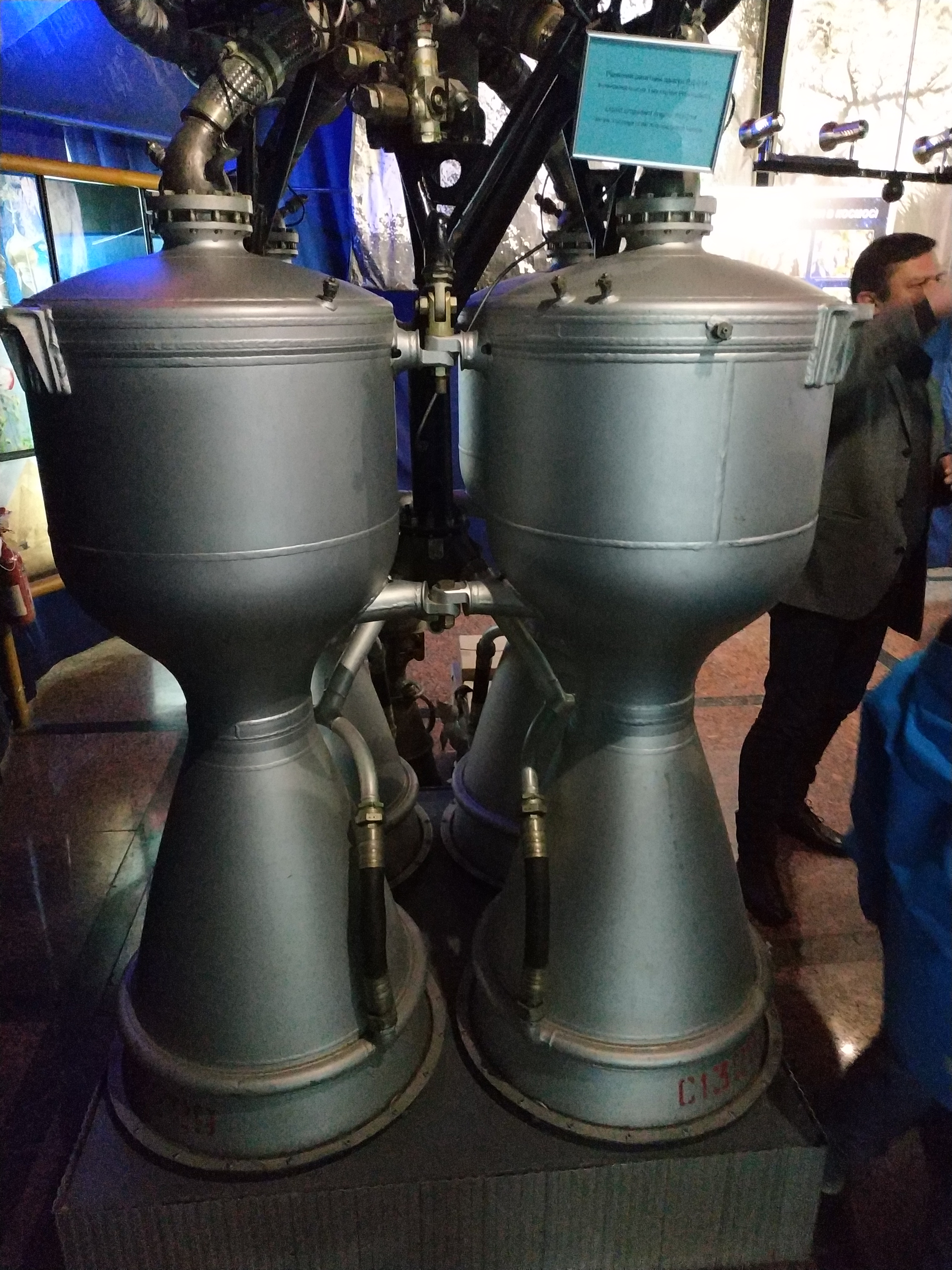
Двигун першого ступеня РД-214 (ракета Р12 та ракета Космос)
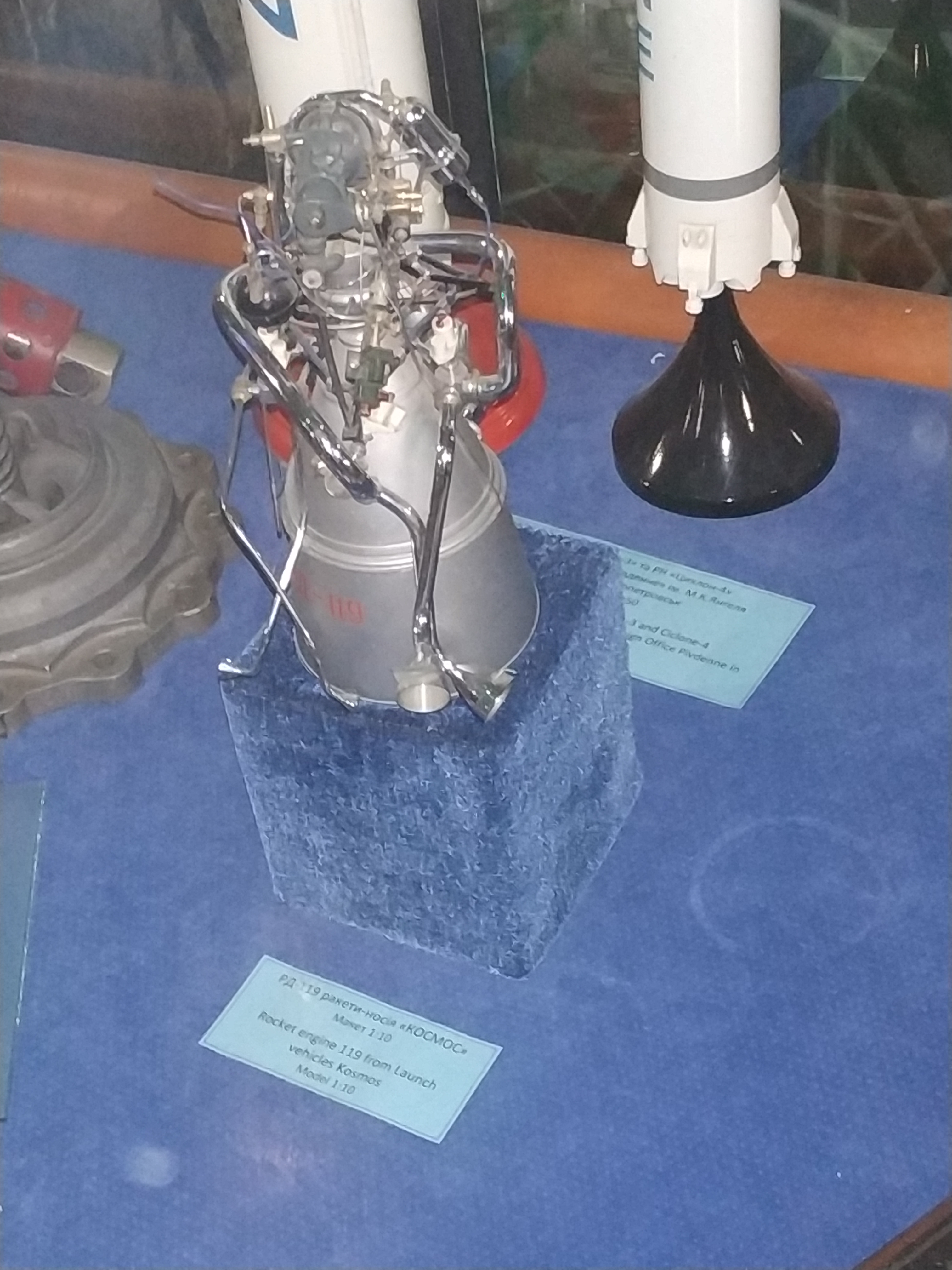
Двигун другого ступеня РД-119 (Космос-2) Макет 1:10

### Програма «Союз»

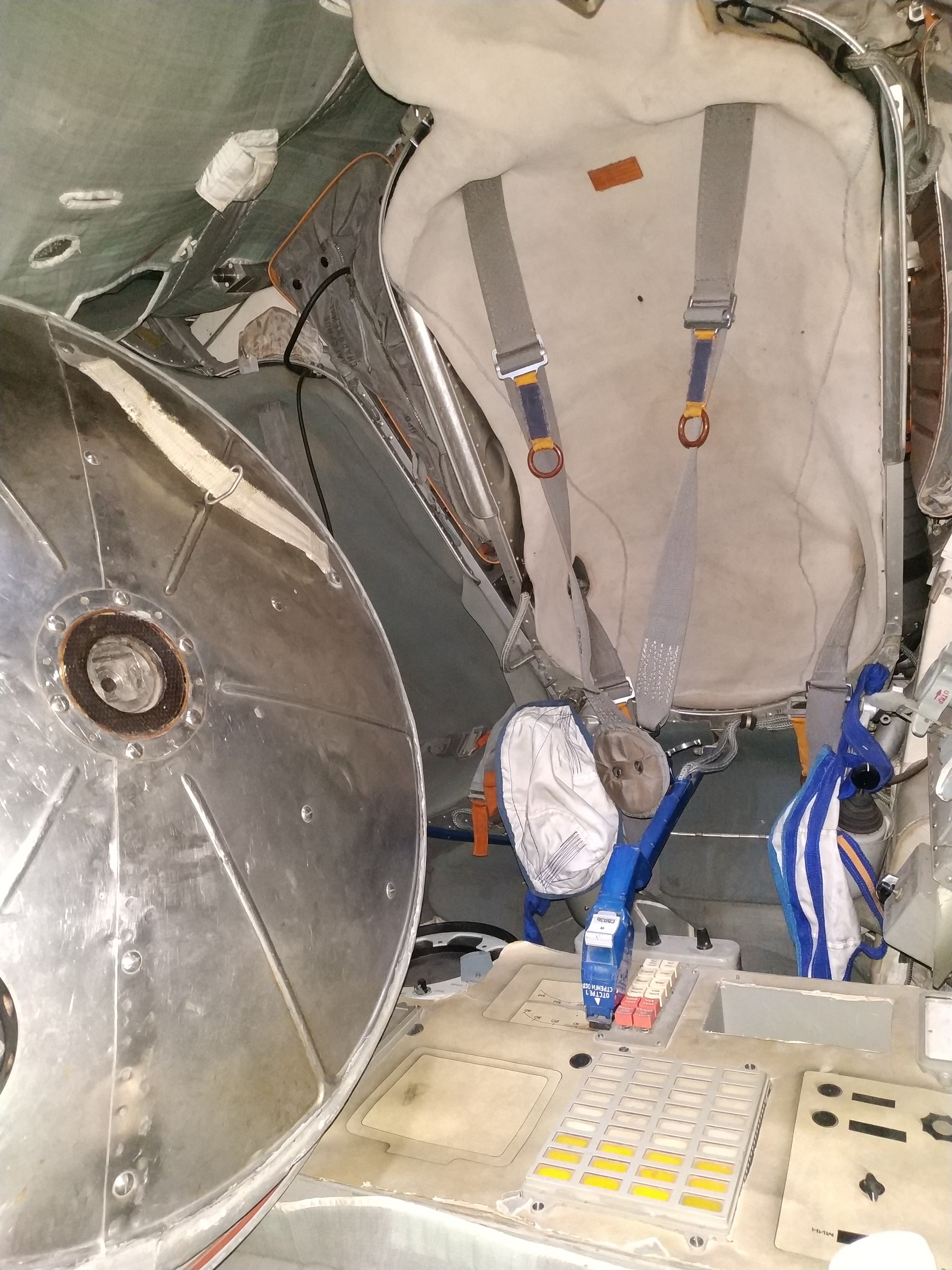
Спускний апарат «Союз-27» (справжній)
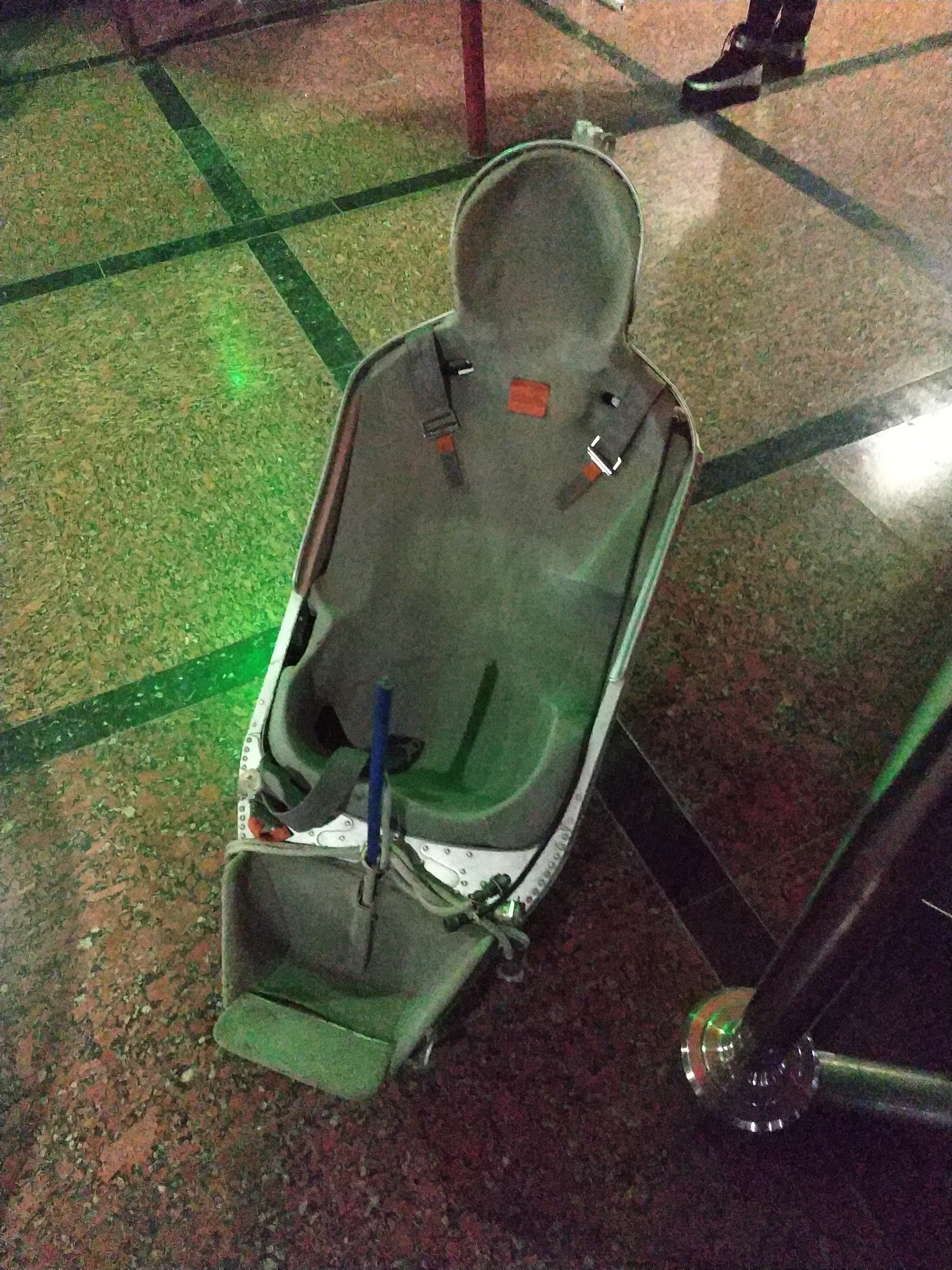
Крісло зі спускного апарата «Союз-27»
Макет корабля «Союз-27»
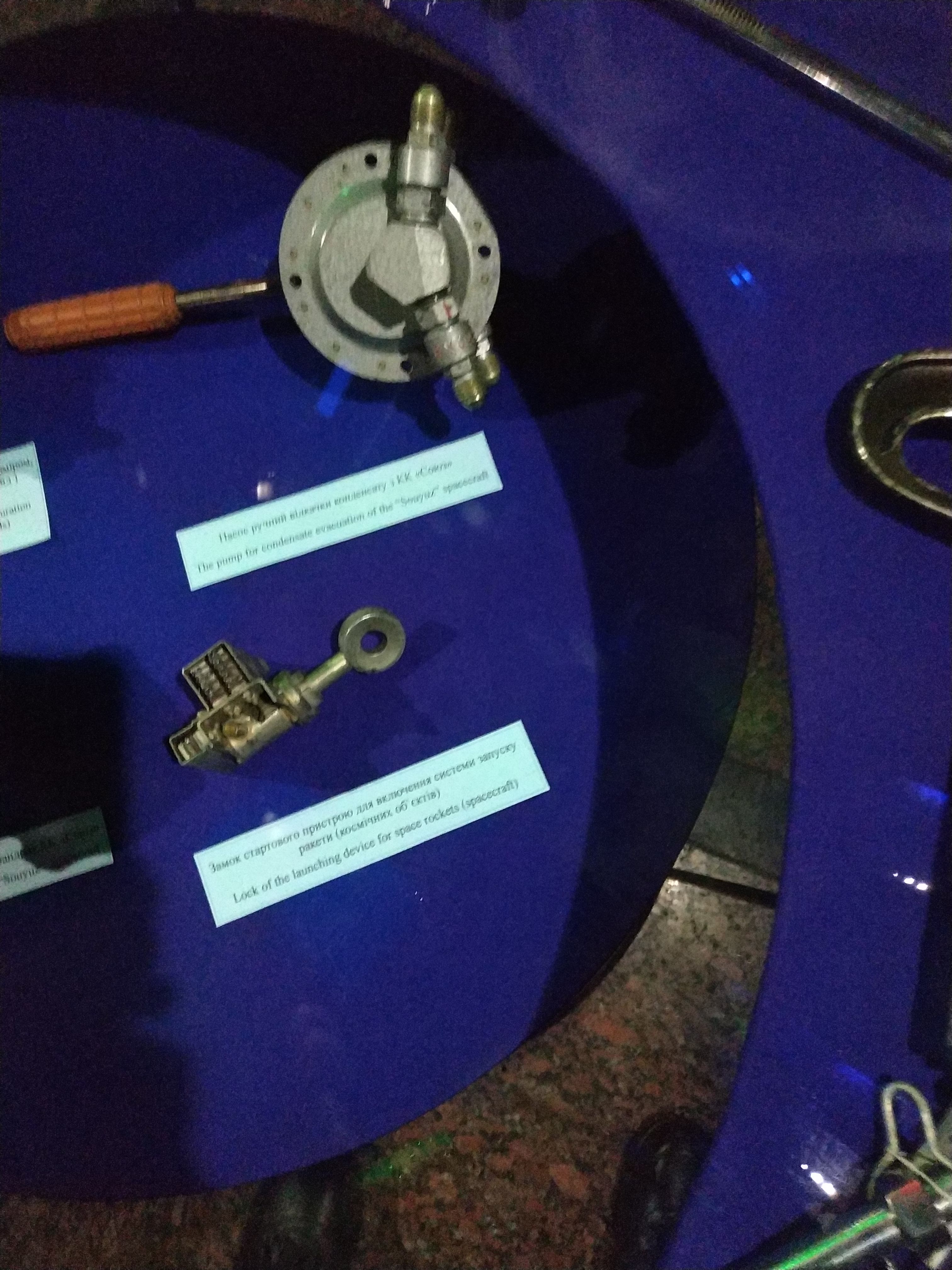
Ключ на старт спускного апарата «Союз-27»
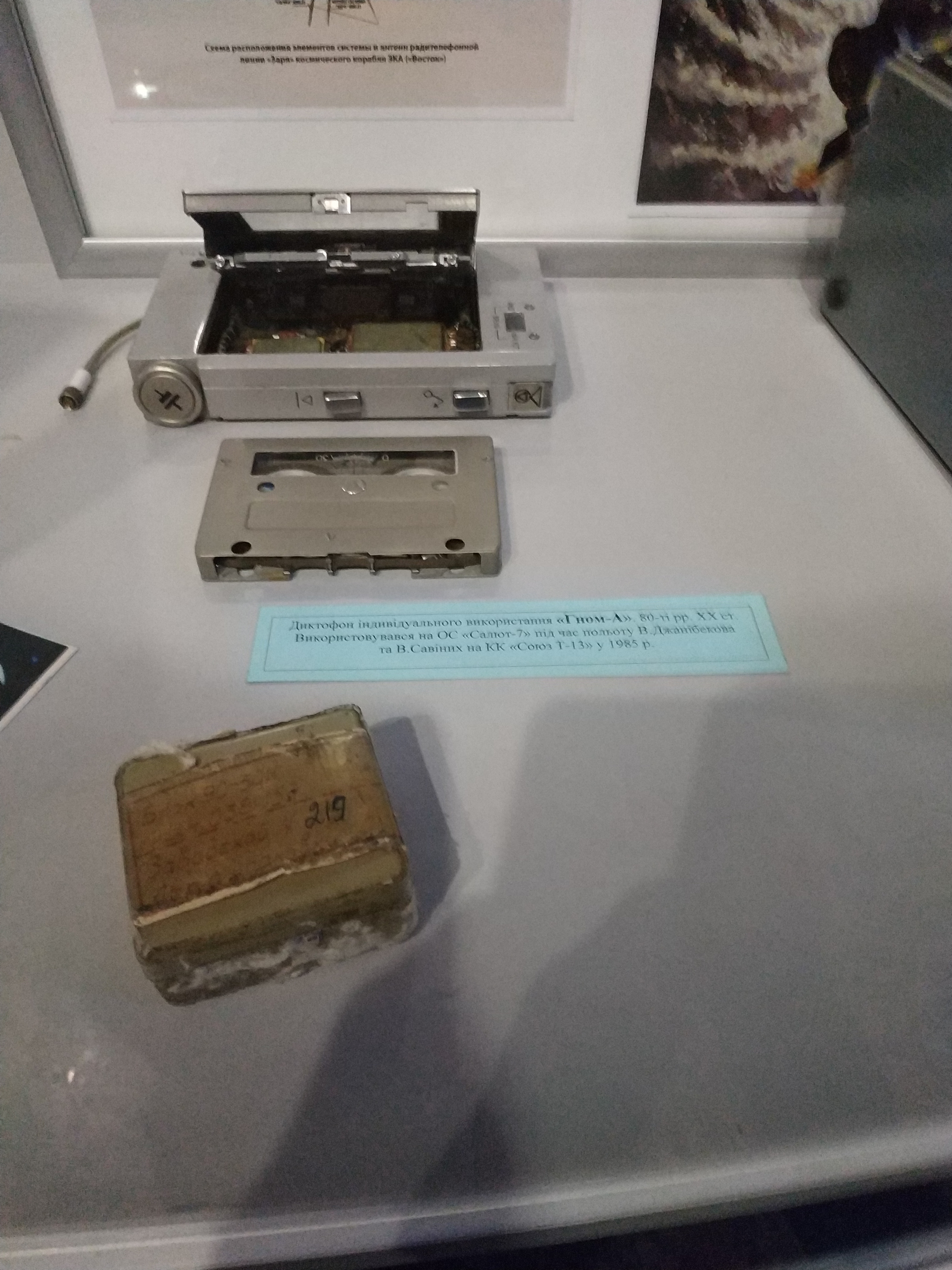
Диктофон індивідуальний космонавта Джанібекова

### Системи зв'язку

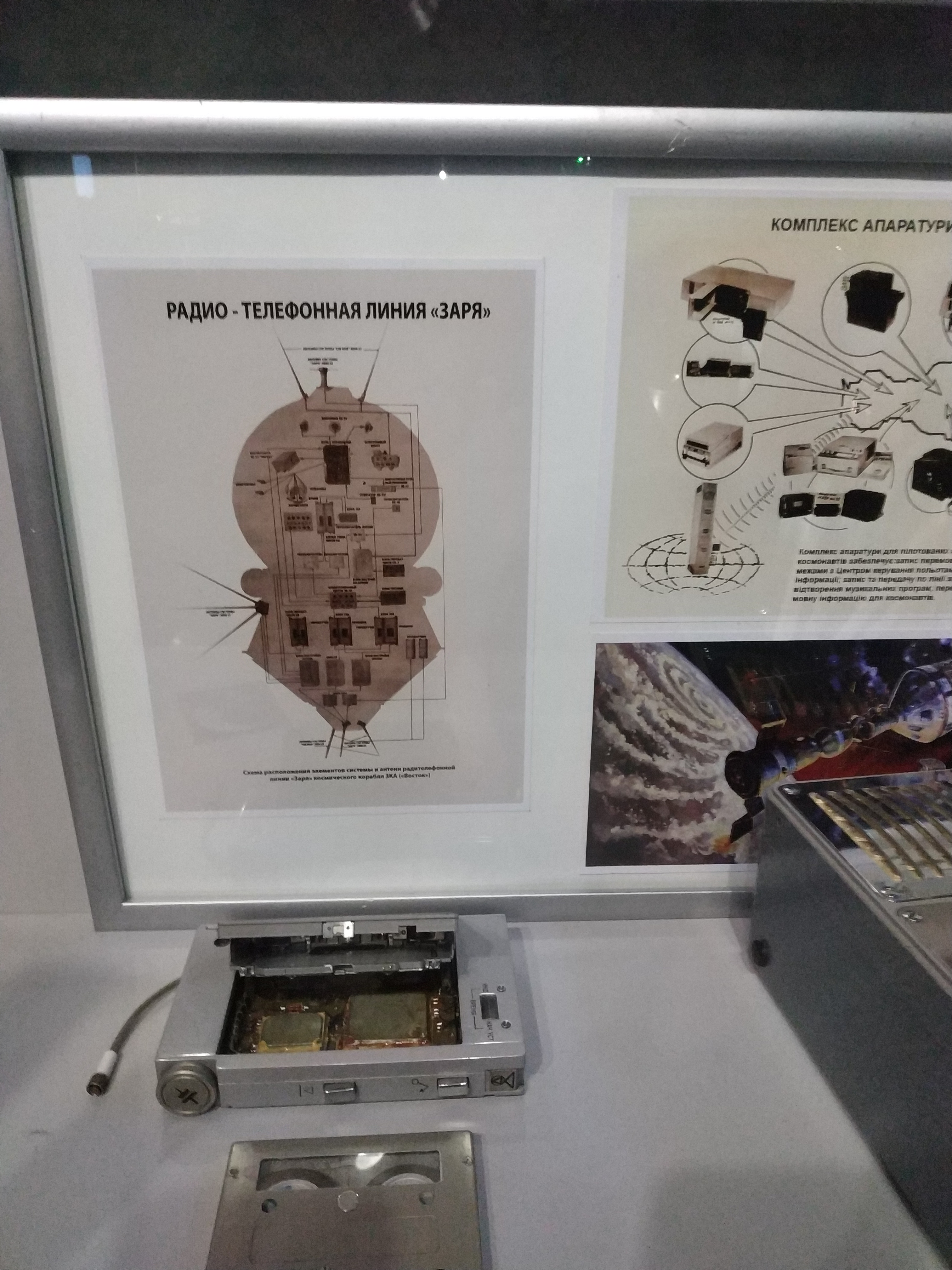
Одна з модифікацій радіотелефонного зв'язку «Заря».
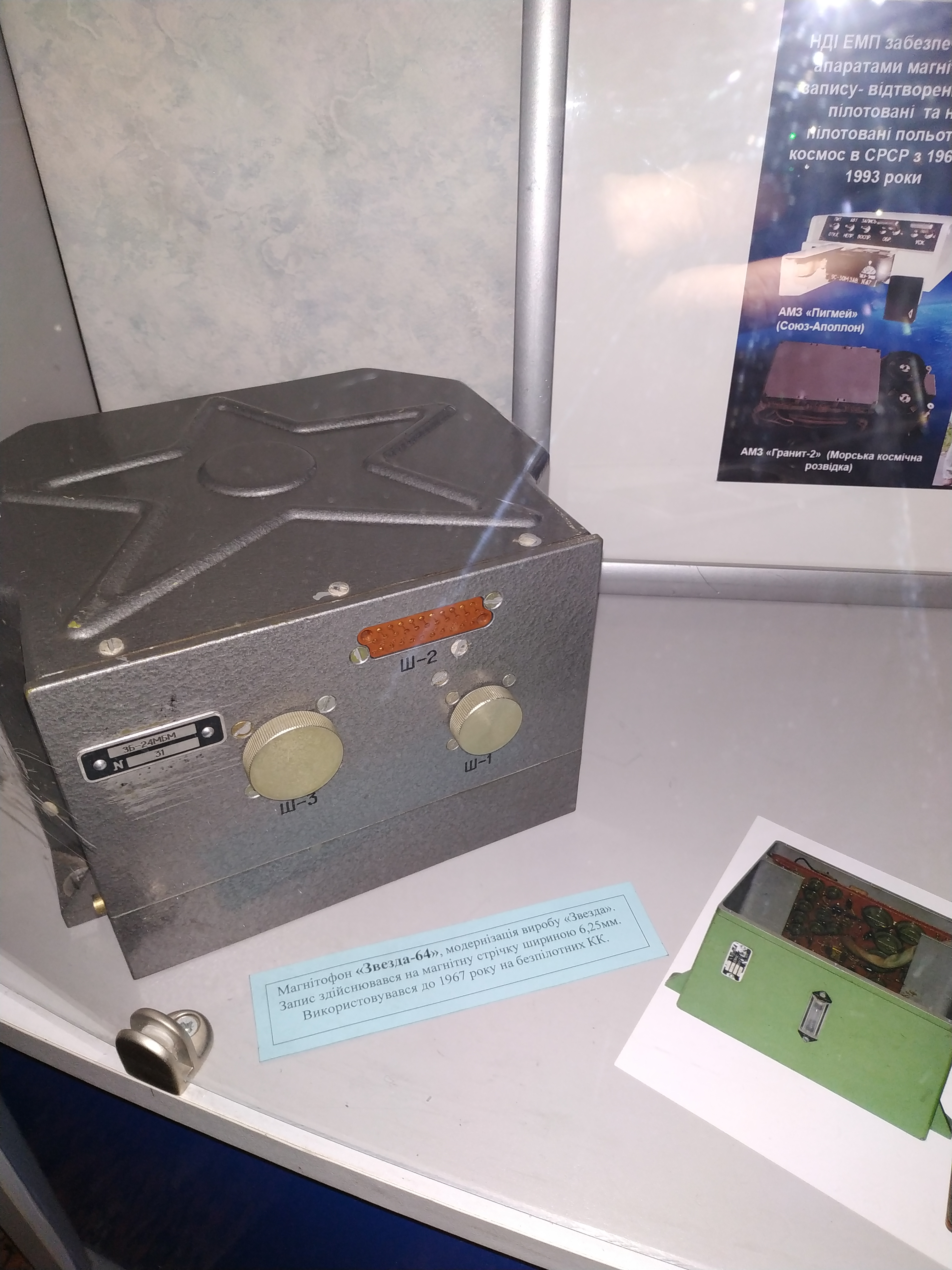
Перший пристрій космічного запису, який міг заглушувати шуми космічного апарата, — магнітофон «Звезда-64»
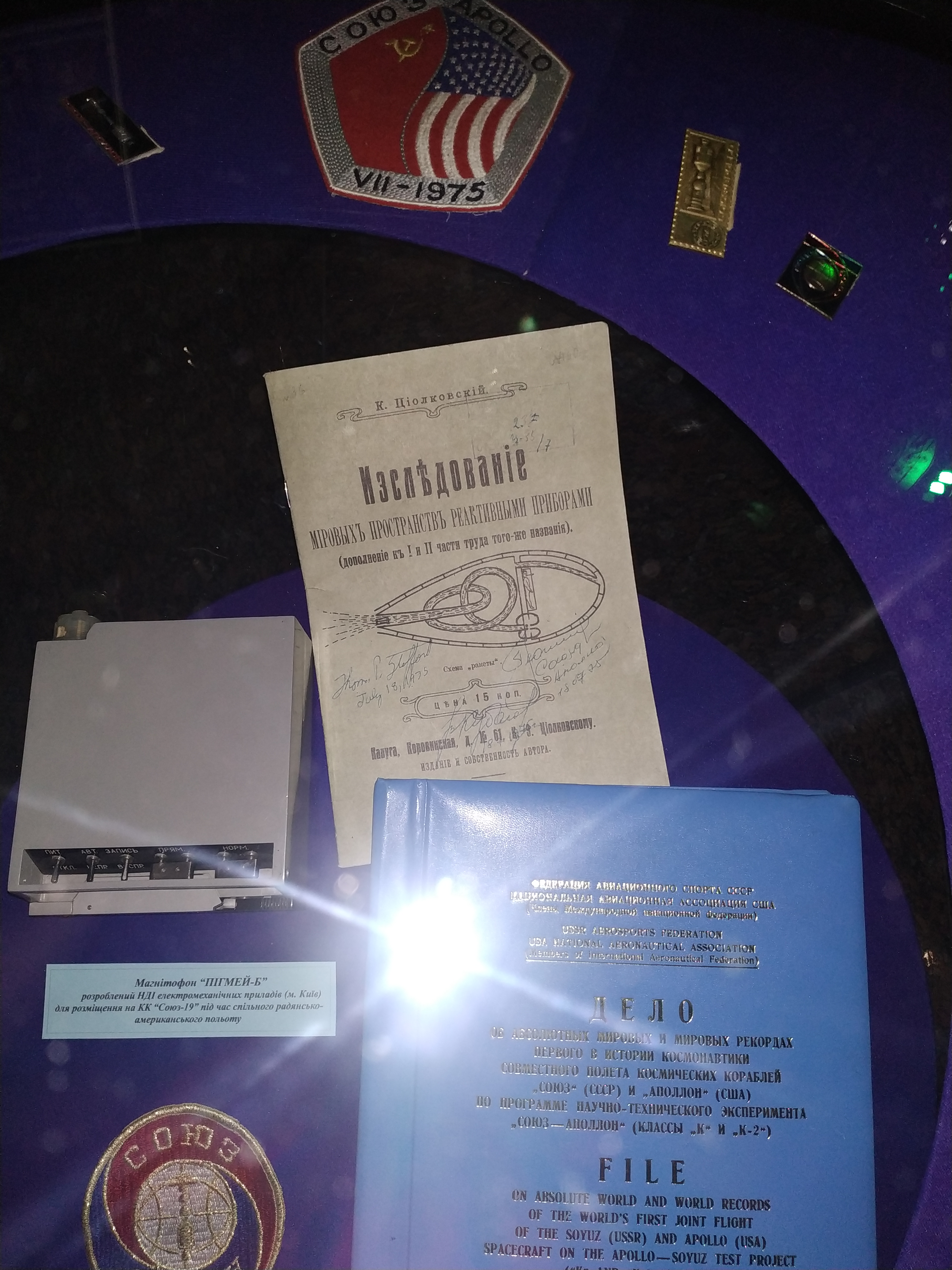
Магнітофон Пігмей (Союз — Аполлон)
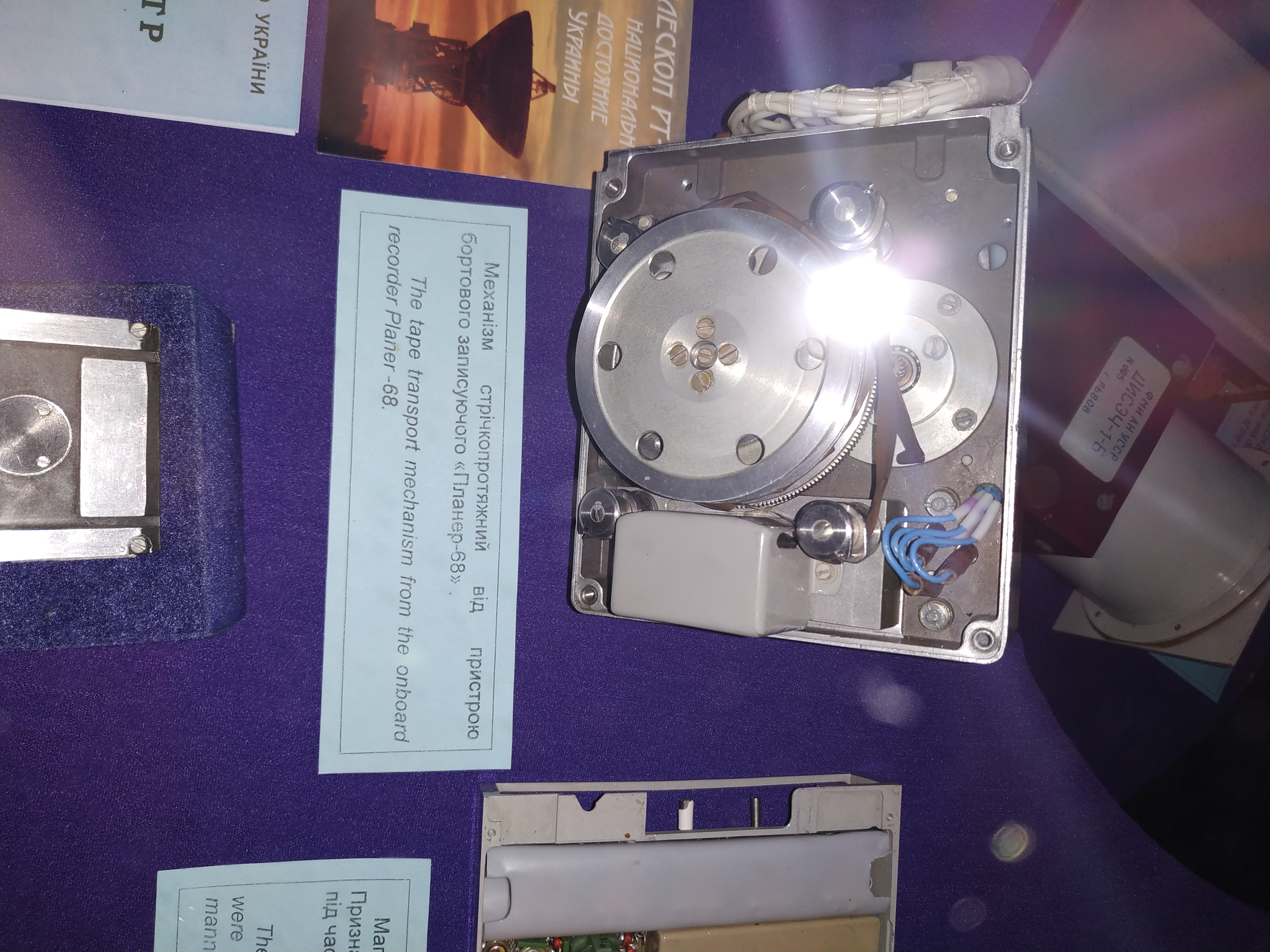
Магнітофон «Планер-68» для роботи на ШСЗ «Стріла-1м». Запис 12 телеграфних повідомлень (тривалістю 10,5—12,5 с). Конструктор Дунаєв
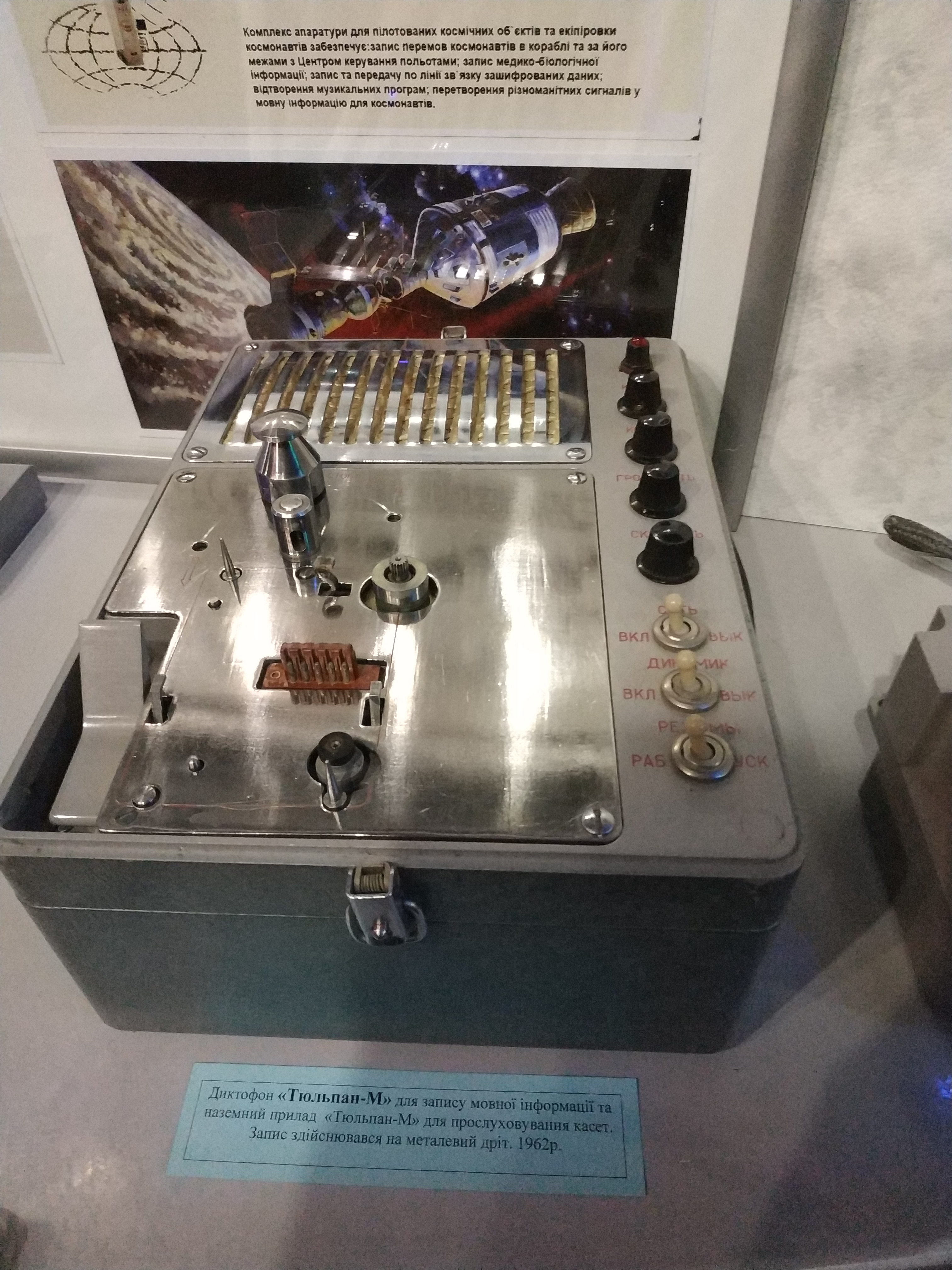
Магнітофон «Тюльпан-М»
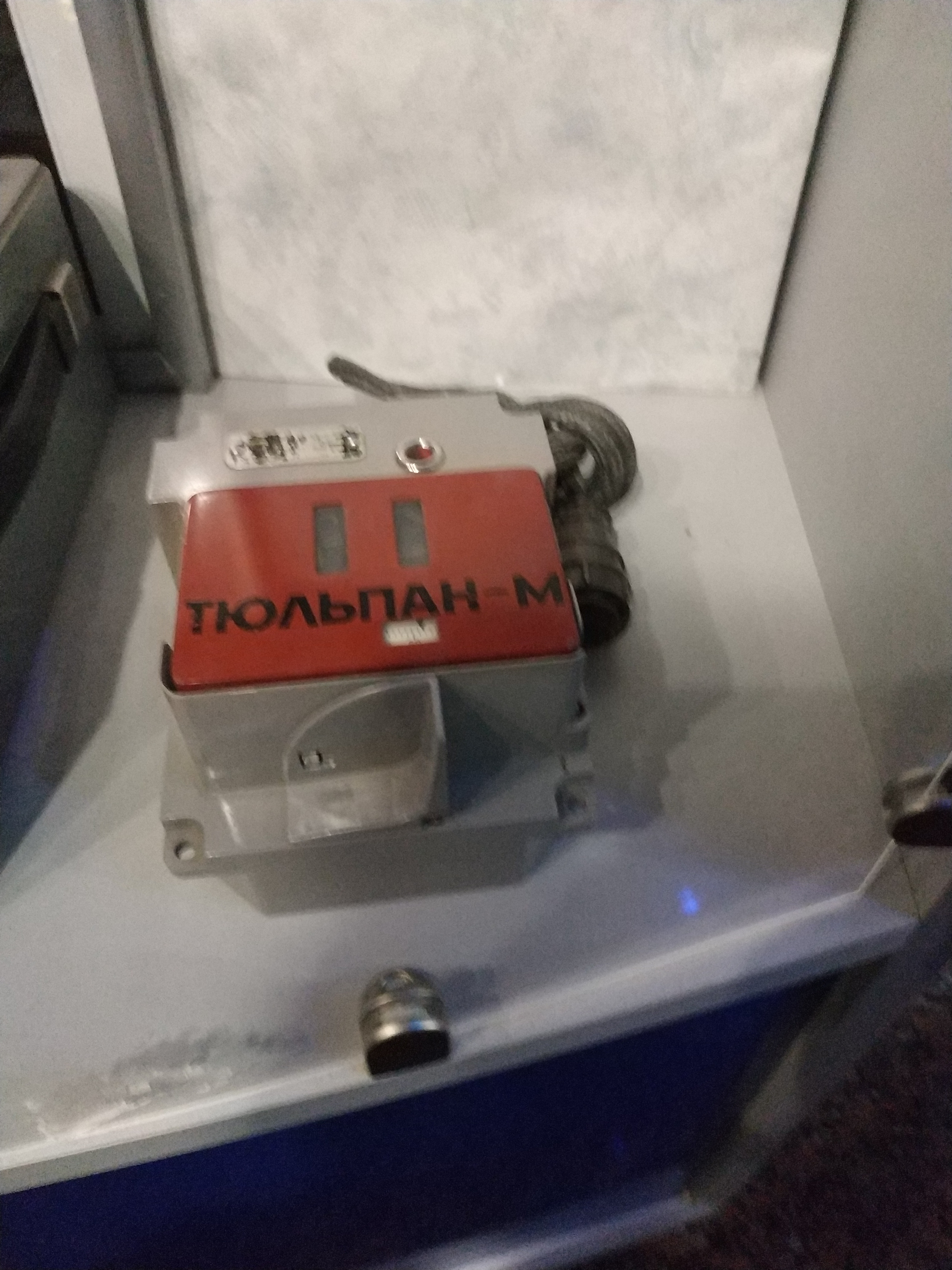
Диктофон індивідуальний «Союз-7»

### Їжа космонавтів

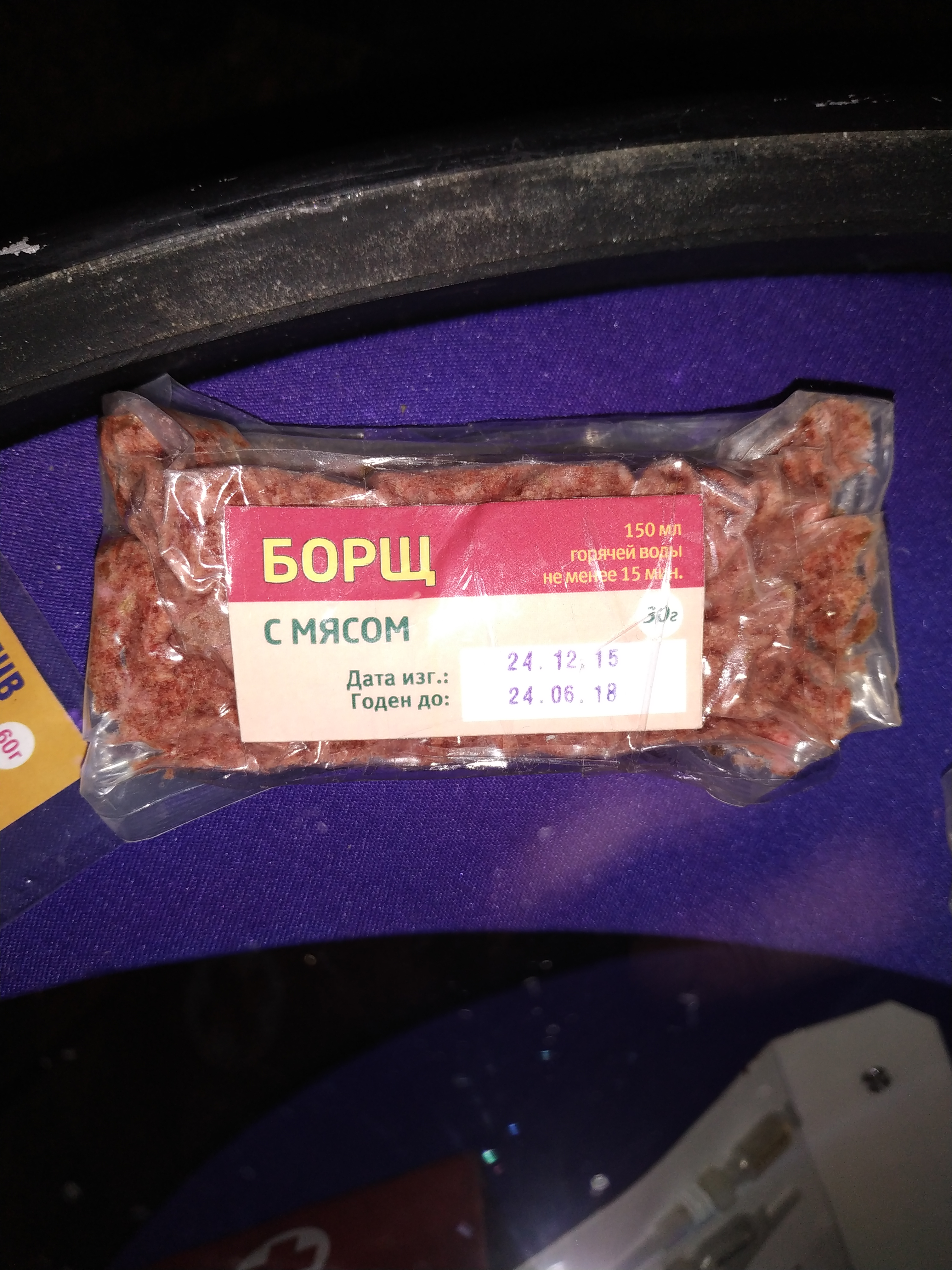
Борщ
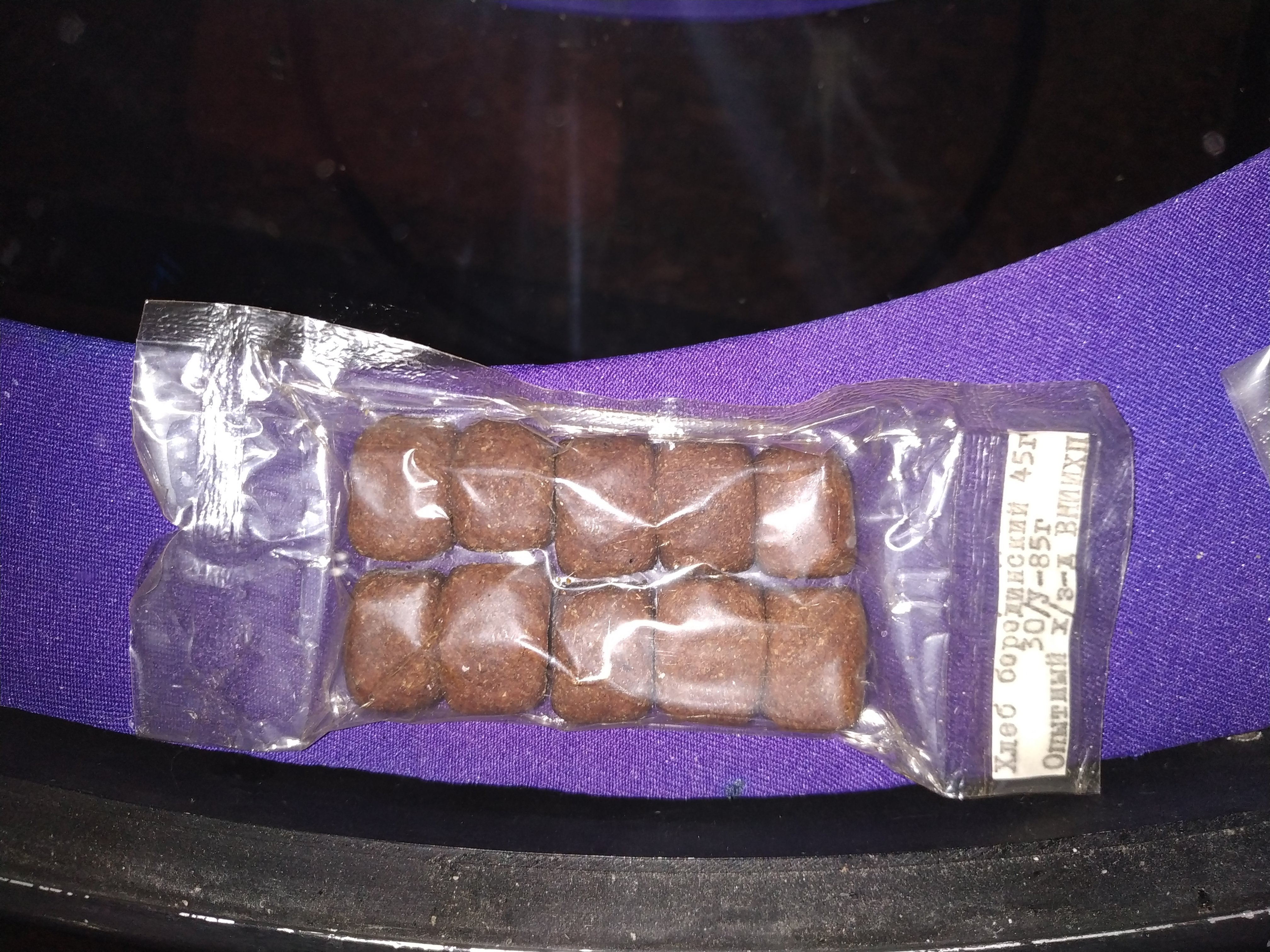
Хліб бородинський
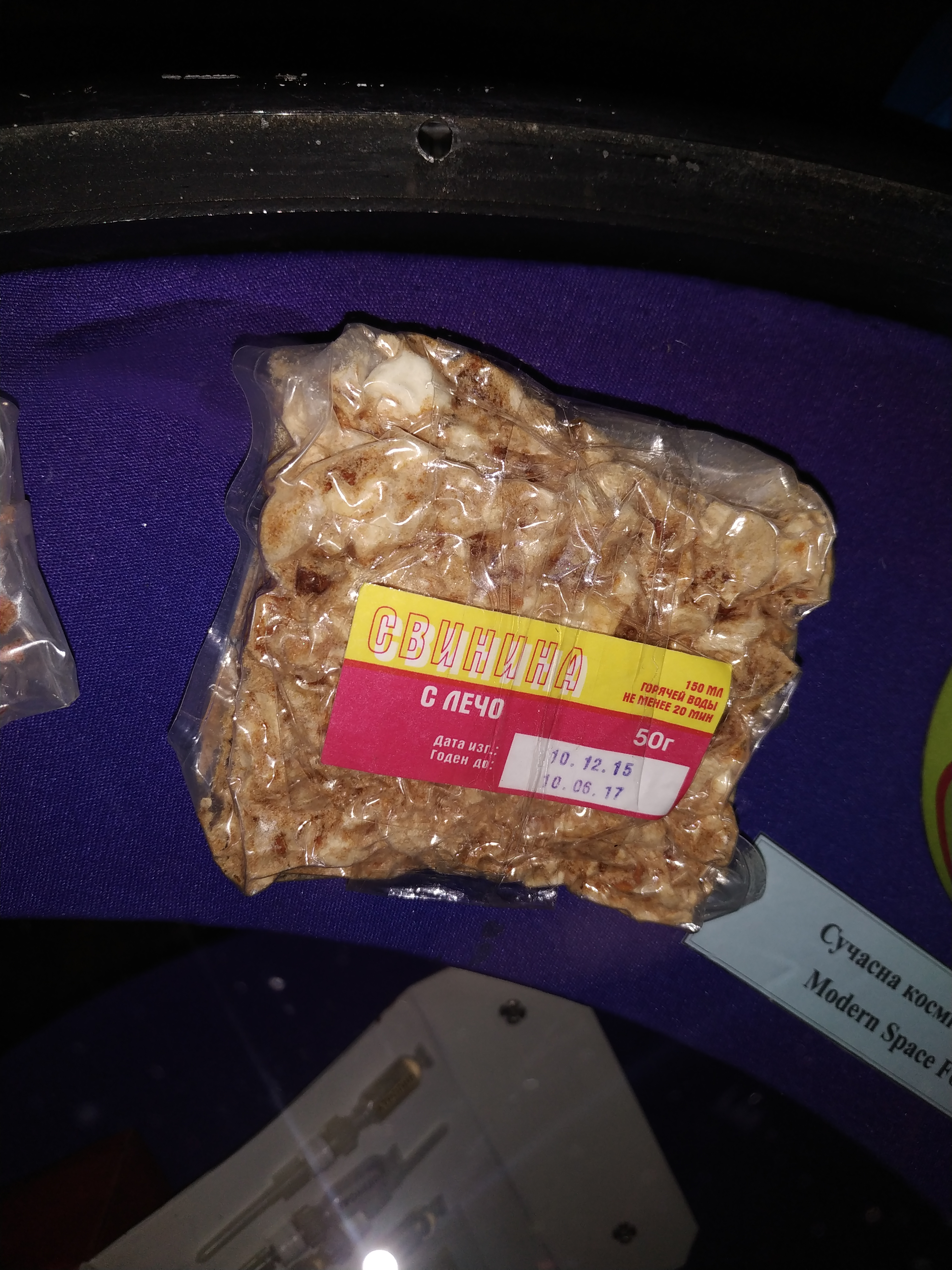
Свинина з лечо
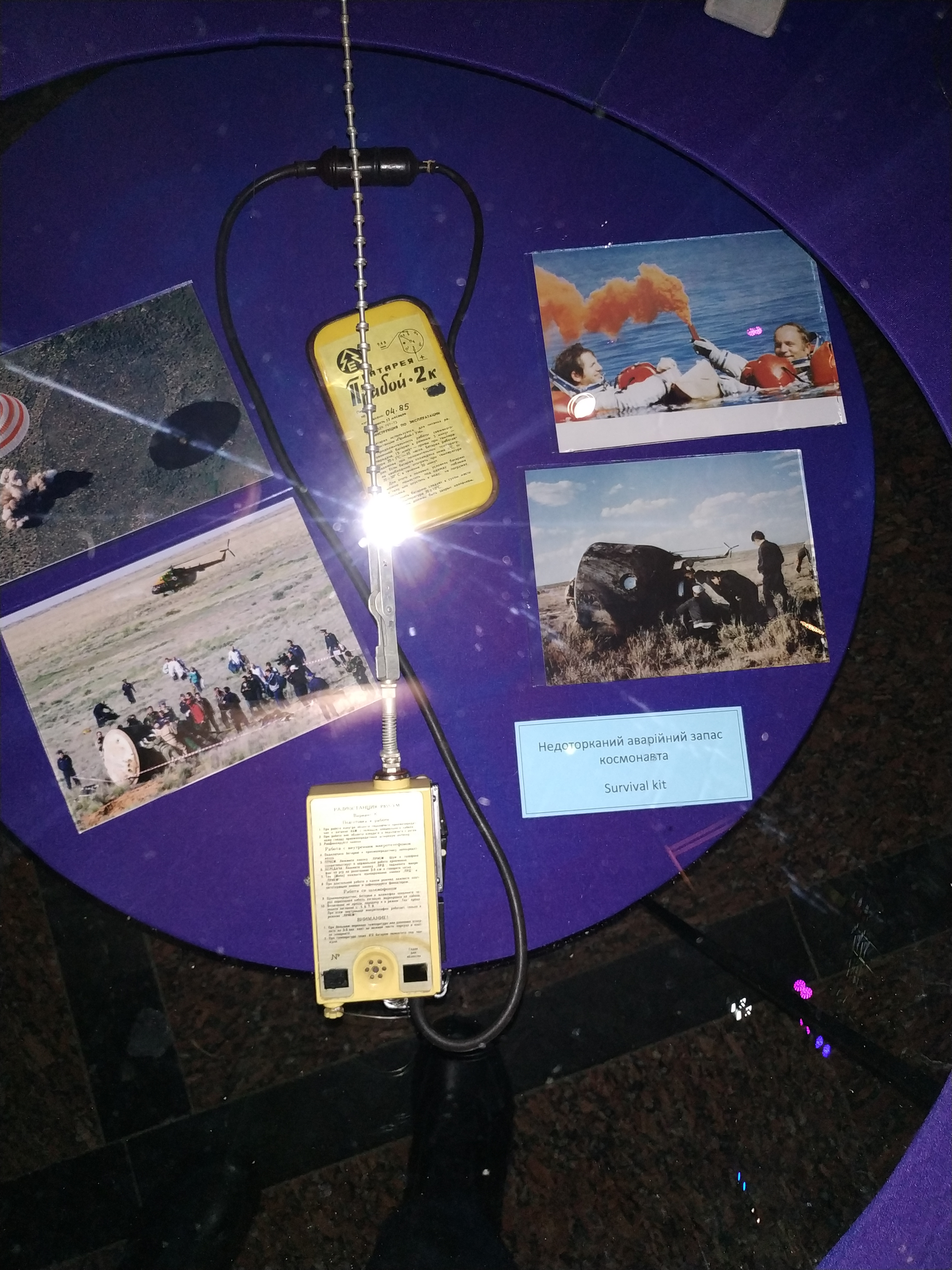
Аварійний запас космонавта

### Блок автоматичного керуванняР-12
Одна з наймасовіших ракет на території Радянського Союзу, поява саме цих ракет на Кубі викликала Карибську кризу. Перша ракета розроблена в Дніпрі. 

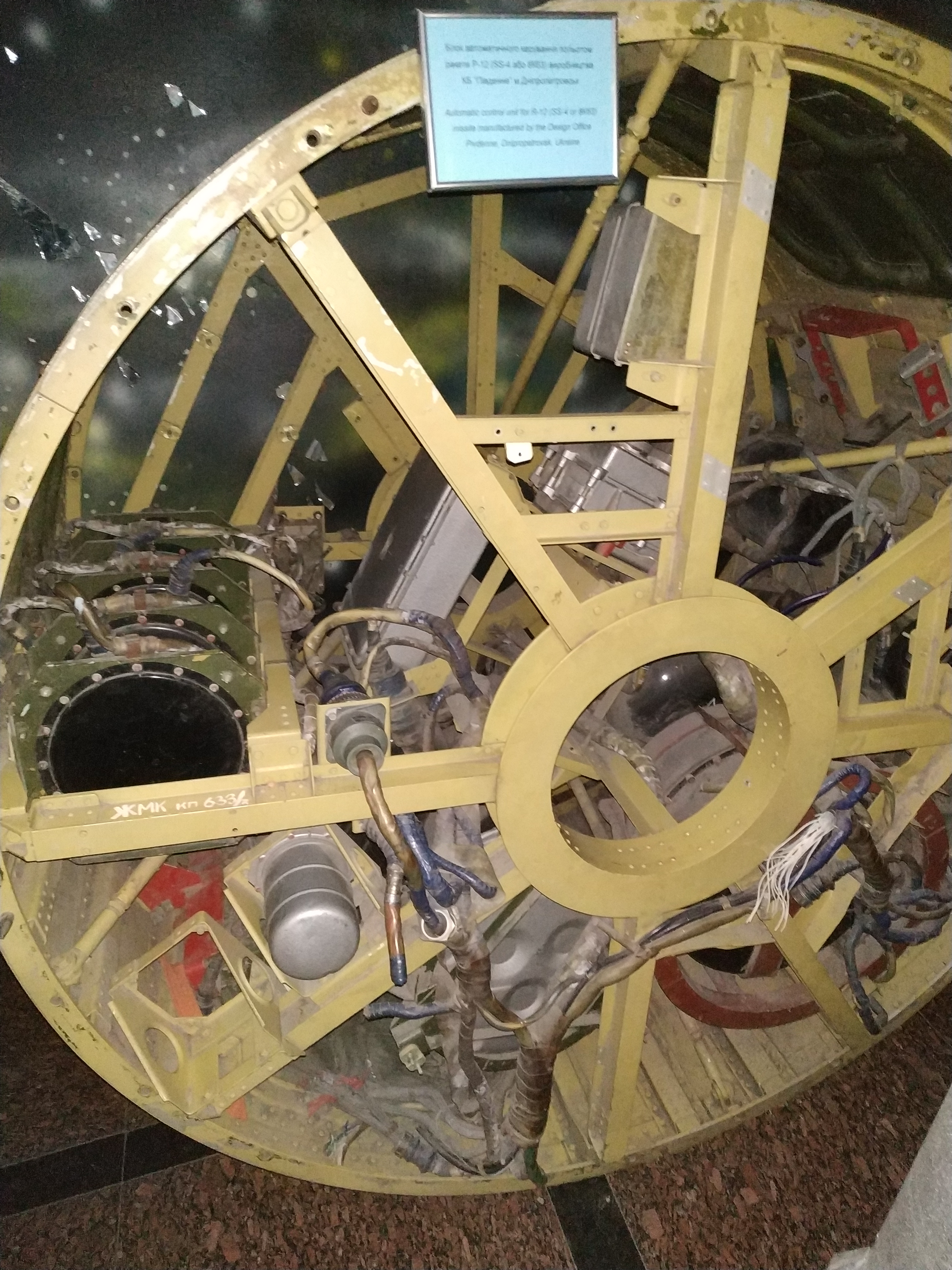

Перша ракета з автоматичним керуванням.

### Міжнародні програми вивчення космосу

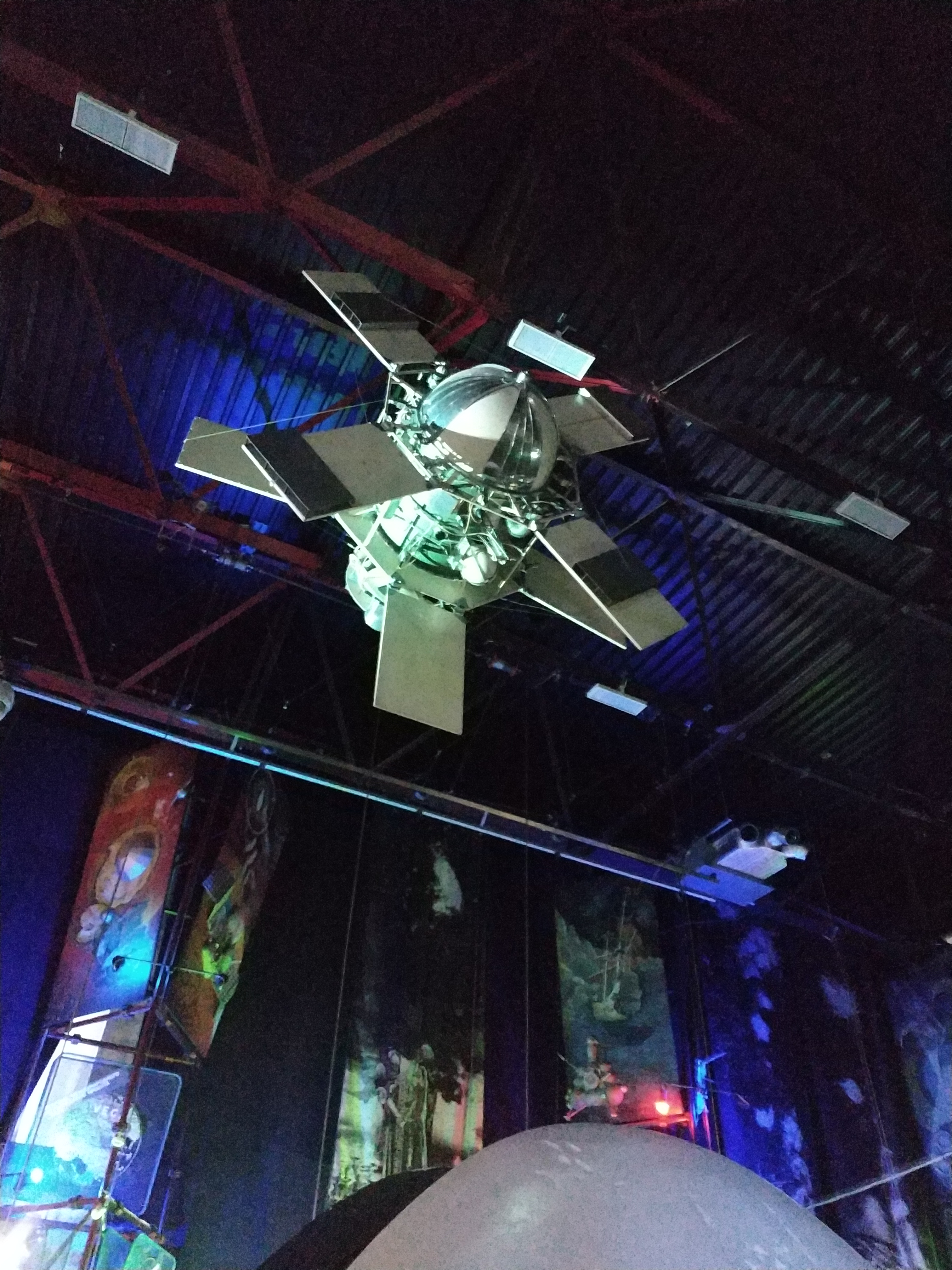
Макет апарата «Інтеркосмос-1» з програми «Інтеркосмос»
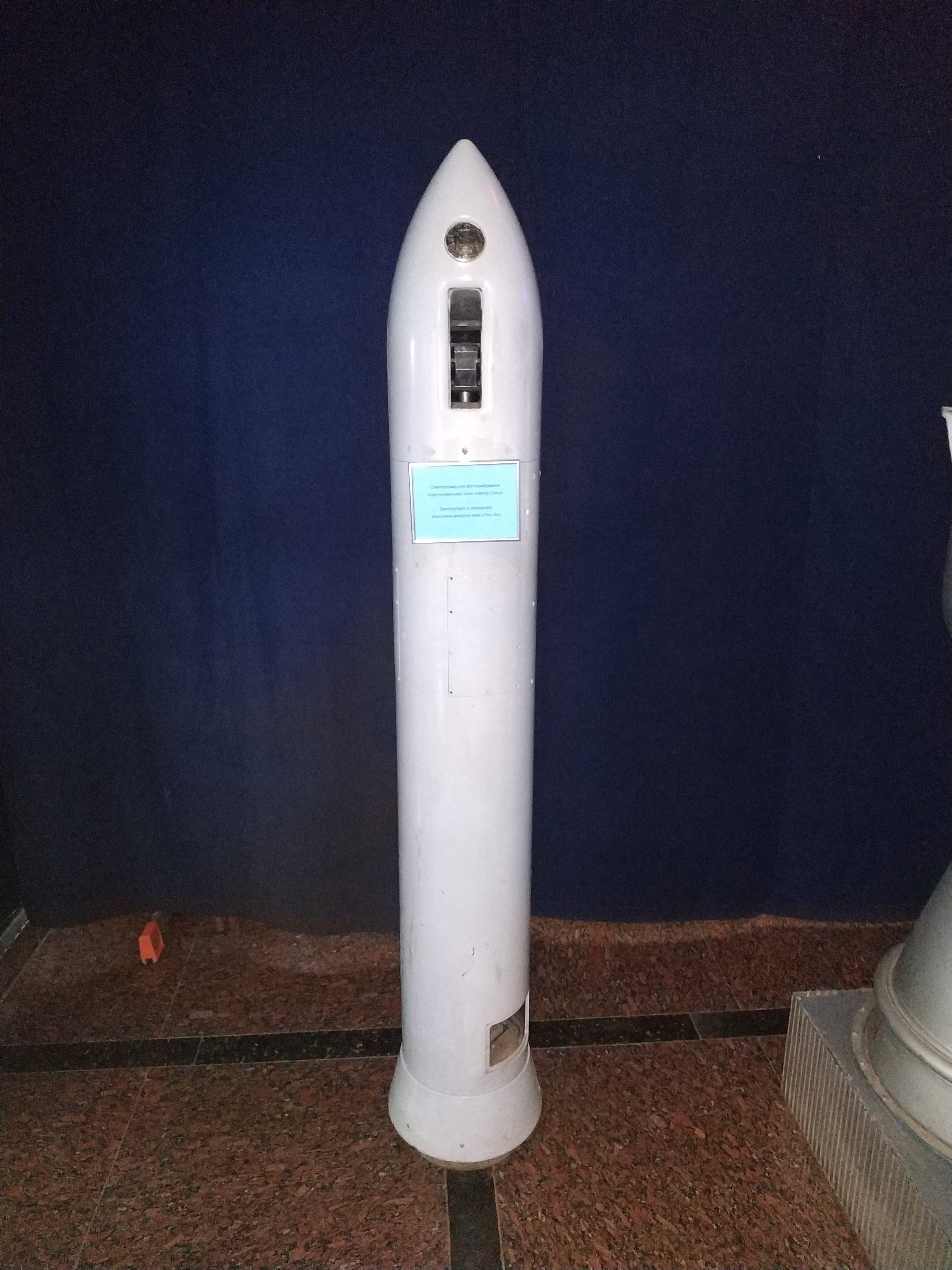
Спектрограф для фотографування Сонця
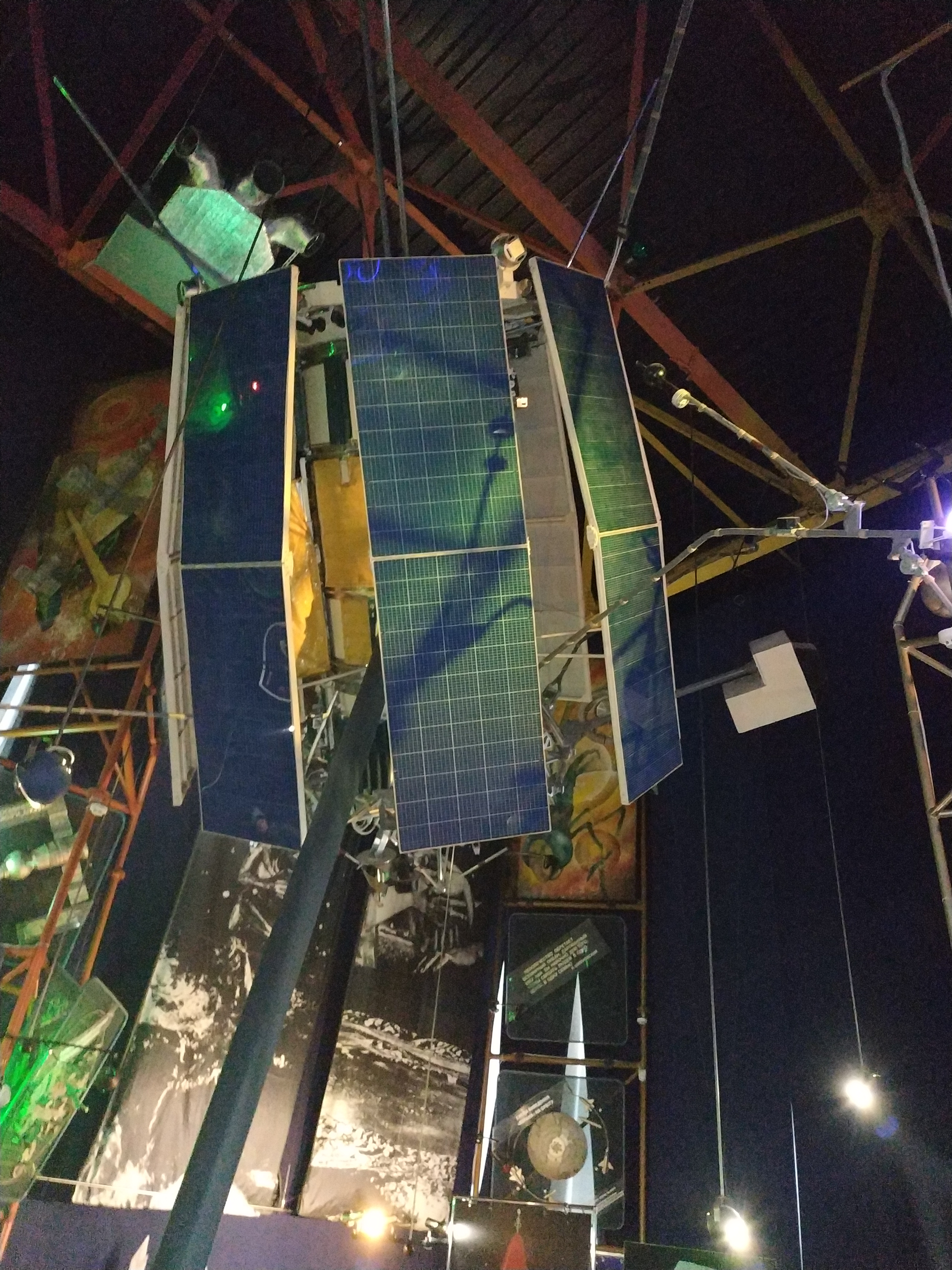
Апарат «Ореол-3», 1981 (призначений для вивчення природи полярних сяйв) Oreol 3 [Архівовано 13 травня 2021 у Wayback Machine.] (Aureole 3, AUOS-Z-M-A-IK, ARCAD 3)

«Ореол-3» — це системи з потужними сигналами, що відрізняються на 10—12 порядків. Була вирішена складна задача по ізоляції перешкод. Було проведено 12 експериментів (4 з Радянського Союзу, 7 з Франції, 1 спільний).

### Українські проєкти

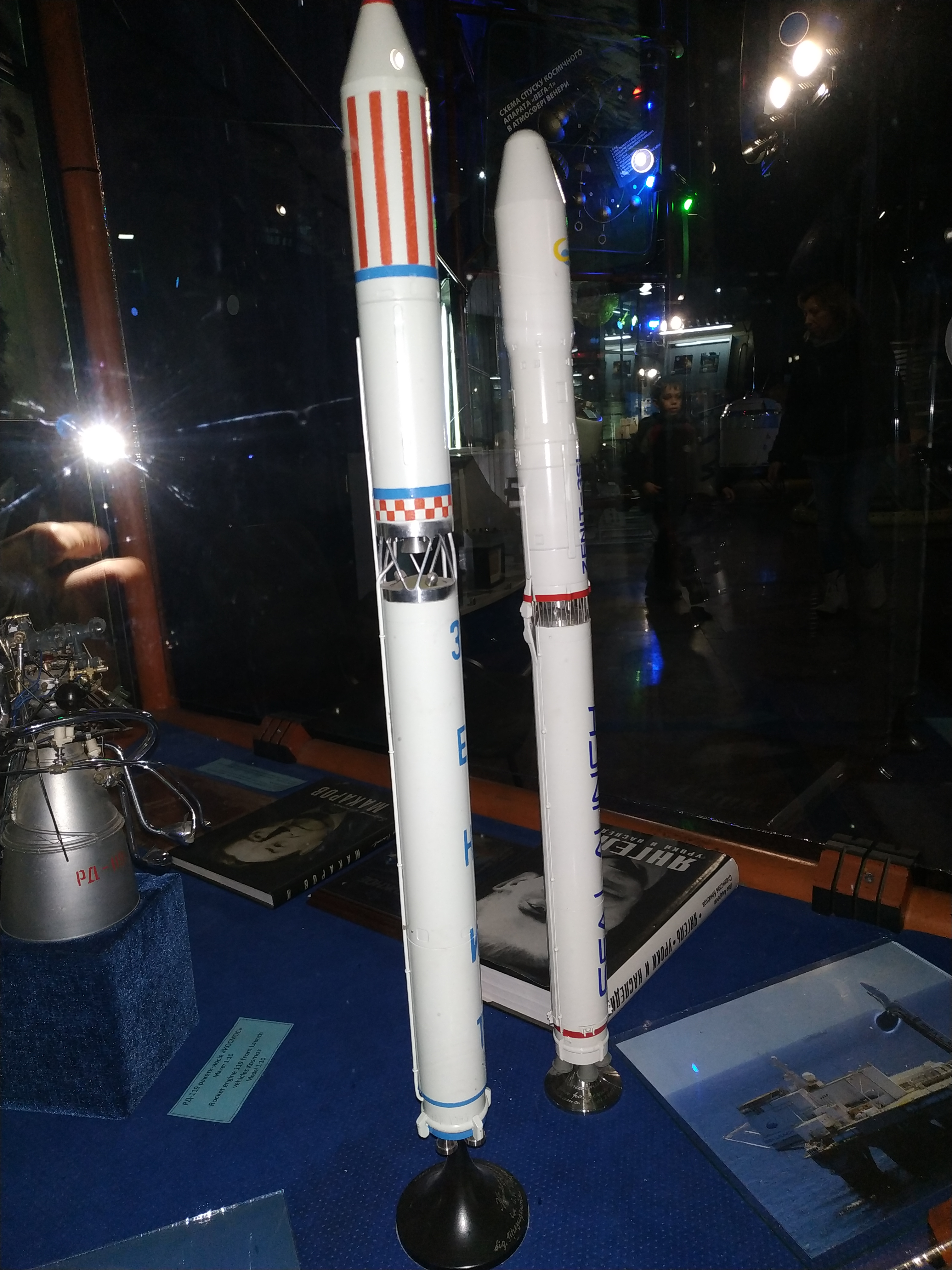
Морський старт, макет ракет Зенит-2 та Зеніт-3SL. Масштаб 1:100
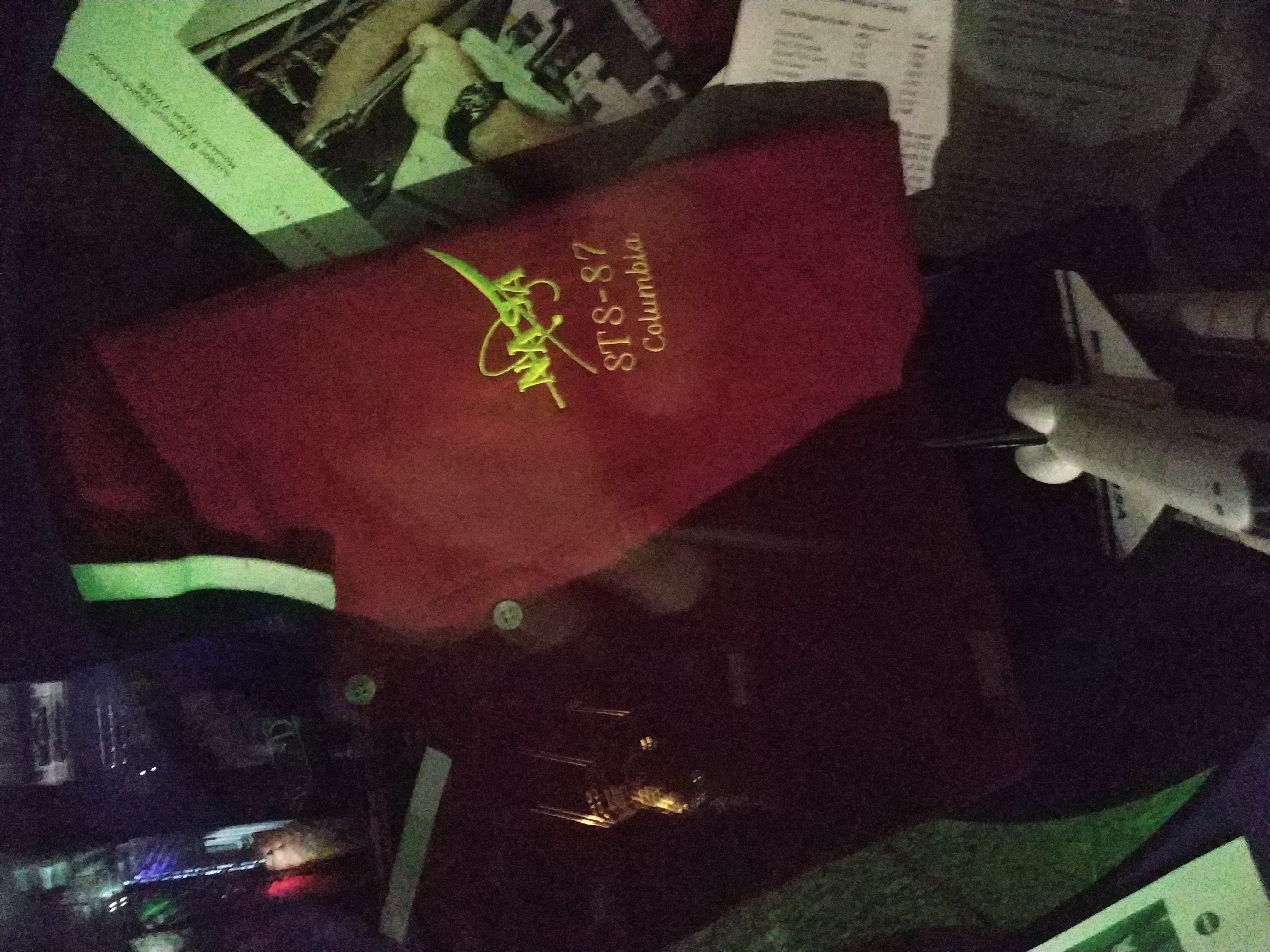
Особисті речі українського космонавта Леонід Каденюк з місії NASA STS-87

23 вересня 2020 року Національний музей космонавтики ім. Корольова отримав вимірювальний ламповий підсилювач від військових Національного центру управління та випробувань космічних засобів.